# Arquitetura colonial portuguesa

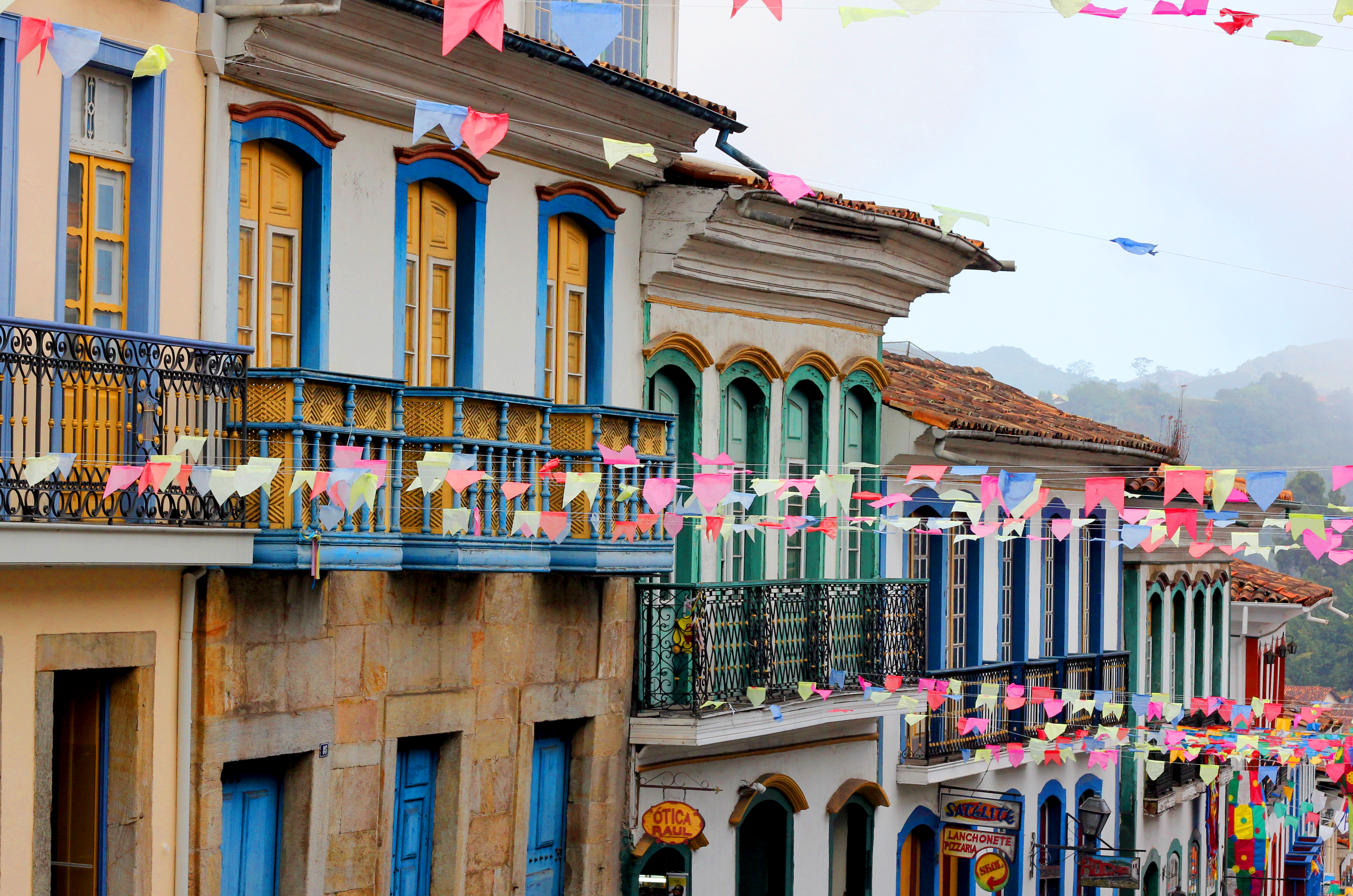
Moradias em estilo português, chamadas sobrados - em Ouro Preto, Brasil.

Arquitetura colonial portuguesa refere-se aos vários estilos de arquitetura portuguesa construídos em todo o Império Português (incluindo Portugal). Muitas ex-colônias, especialmente Brasil, Macau e Índia, promovem sua arquitetura portuguesa como grandes atrações turísticas e muitas são patrimônios mundiais da UNESCO. A arquitetura colonial portuguesa pode ser encontrada na infinidade de ex-colônias em toda América do Sul, Norte da África, África Subsaariana, Índia, Oceania e Leste Asiático.

## Século XV

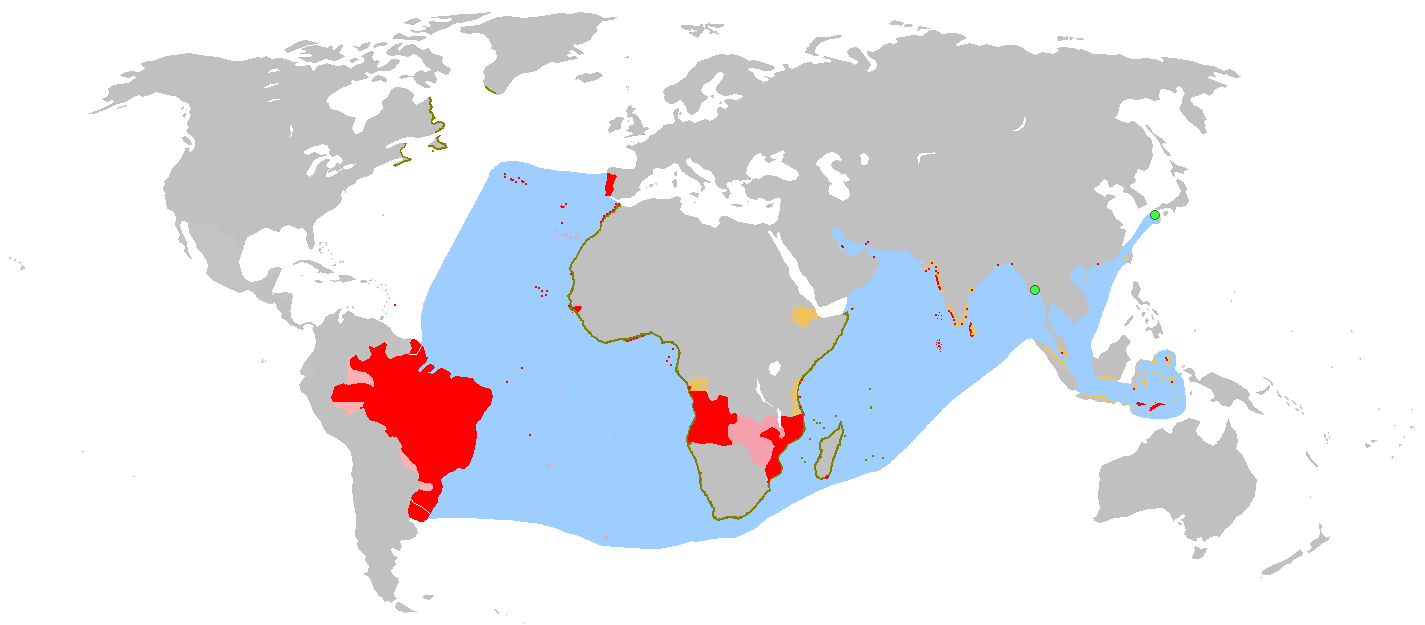
Um mapa do Império Português e suas reivindicações, fortalezas, águas comerciais e interesses econômicos.

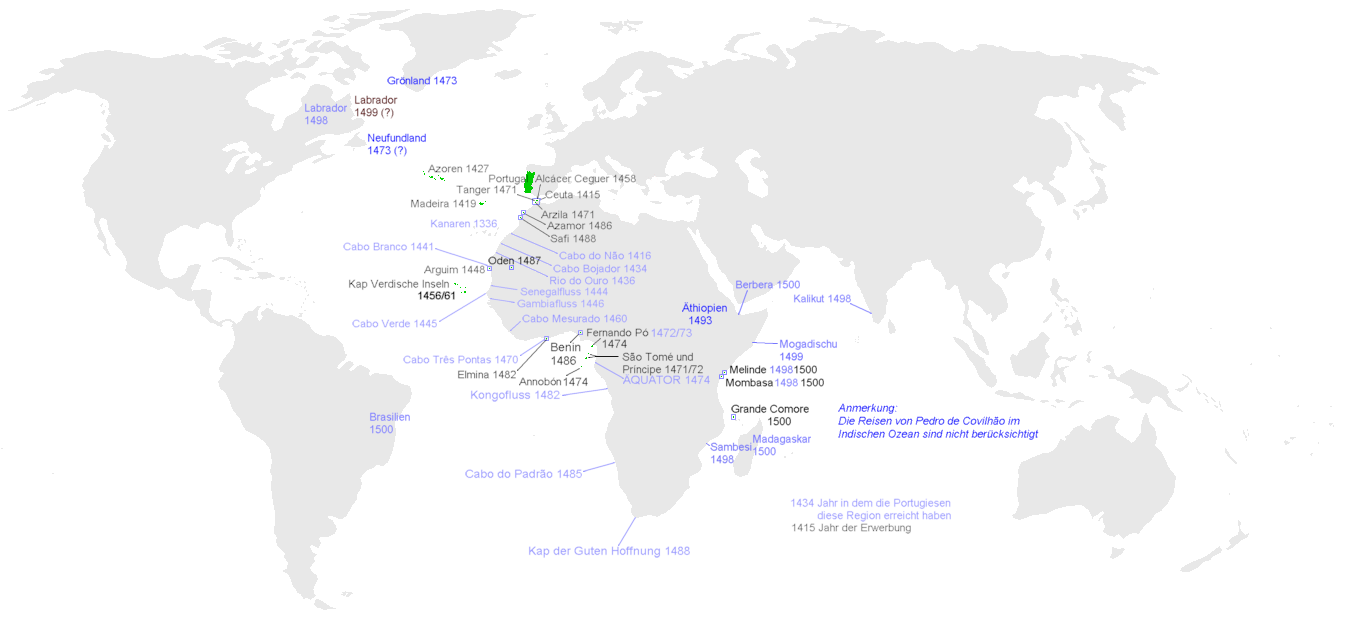
O Império Português no final do século XV.

Durante o século XV, o Império Português lançou as suas bases em todo o mundo como o primeiro império colonial moderno do mundo, e o que seria o mais longo. O Império surgiu em 1415, com a Captura de Ceuta, pelas forças do Infante Henrique de Aviz, o "Navegador". Esta vitória chave deu início a um século de expansão e colonização portuguesa do continente africano. No Norte de África, os portugueses conquistaram Ceuta (1415); Alcácer Ceguer (1458); Arzila (1471) Tânger (1471); Mazagão (1485); Ouadane (1487); Safim (1488) e Graciosa (1489). Na África Subsaariana, os portugueses estabeleceram e colonizaram Anguim (1455); Cabo Verde (1462); São Tomé e Príncipe (1470); Ano-Bom (1474); Fernando Pó (1478); São Jorge da Mina (1482); Costa do Ouro Portuguesa (1482), e as Ilhas Mascarenhas (1498). Foi também no século XV que os portugueses estabeleceram a Índia Portuguesa, conquistando Laquedivas e desembarcando em Calecute, ambas em 1498. Os arquipélagos dos Açores e da Madeira também seriam anexados ao Império em 1432 e 1420, respectivamente.
Durante o século XV, o Império Português foi-se expandindo e lançando as suas bases, e a arquitectura colonial deste período foi construída numa base militarista e funcional. A maior parte das colónias de Portugal eram defendidas por fortificações militares, hoje o destaque da arquitectura colonial portuguesa do período. O castelo de São Jorge da Mina é um exemplo bem preservado da arquitetura colonial portuguesa do século XV. Iniciada a construção em 1482, o forte foi, durante um longo período, a fortificação mais sofisticada e impenetrável da África Subsaariana. Tal como muitos castelos portugueses e fortificações coloniais da época, o forte foi construído num estilo sóbrio e funcional, com uma importância mais na defensibilidade do que na aparência. No interior da maioria fortes coloniais portugueses do século XV, os destaques das mansões do governador e dos edifícios administrativos imperiais incluíam o ocasional portal gótica e manuelino, fonte ou janela.
Para além da arquitectura militar, a arquitectura religiosa foi um importante género de interesse na arquitectura colonial portuguesa do século XV. Sendo a expansão religiosa a espinha dorsal da expansão imperial portuguesa durante o século XV, muitas das igrejas cristãs mais antigas de África foram fundadas pelos portugueses durante este período. A Catedral do Funchal, a catedral mais antiga de África, iniciada em 1491, é um bom exemplo da arquitectura religiosa colonial portuguesa. Durante o século XV, a maior parte dos edifícios religiosos coloniais portugueses, tal como os de finalidade militar e cívica, foram construídos de forma sóbria e com poucas extravagâncias. As igrejas coloniais portuguesas do século XV, por mais sóbrias que fossem, eram o ponto central da maioria das muitas colónias portuguesas da época e, portanto, eram geralmente os edifícios mais ornamentados da colónia, ornamentação neste período significando um portal detalhado ou janela. A Sé Catedral do Funchal tipifica melhor a igreja colonial portuguesa do século XV, com as suas paredes altas e robustas em forma de fortaleza, com um portal gótico detalhado e rosácea.

## Século XVI

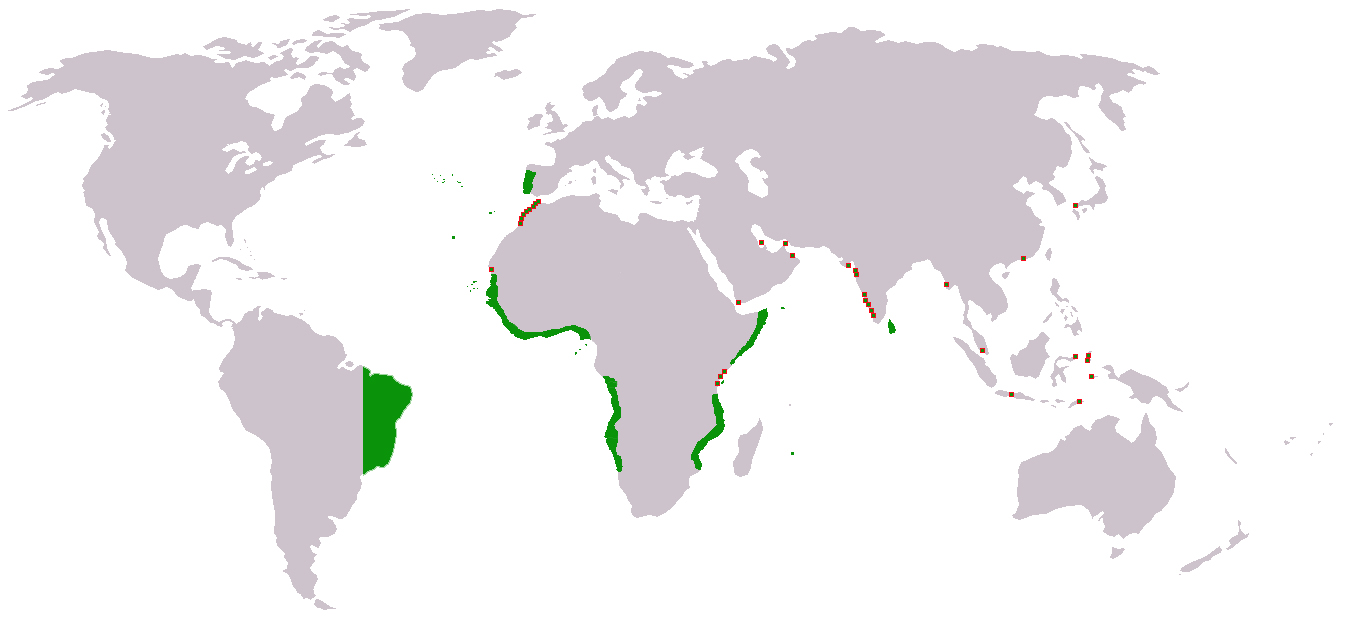
O Império Português no final do século XVI.

Durante o século XVI, o Império Português foi o maior e mais rico império colonial europeu e Portugal foi um dos estados mais importantes da Europa. No primeiro ano do século, 1500, os portugueses estabeleceram as capitanias do Brasil, na América do Sul, as colônias de Terra Nova e Labrador, em América do Norte, as colônias comerciais de Cochim, na Índia, e Melinde, na África Subsaariana. Este século solidificou realmente a fortaleza portuguesa no comércio de especiarias, com expansões territoriais na Índia portuguesa, com a conquista de cidades importantes, como Calecute, 1512, Bombaim, 1534, Baçaím, 1535, e Salsete, 1534, entre outros. A colonização portuguesa das Américas também começou no século XVI, estabelecendo três colónias norte-americanas e treze colónias sul-americanas, mas no final do século o número de colónias, no total, foi reduzido para quatro, devido a integração em megacolônias. No Extremo Oriente, os portugueses estabeleceram Macau português, em 1537, e Timor português, em 1596. No final do século, o Império Português era um império enormemente vasto, abrangendo desde [[Malaca portuguesa] ], no Leste Asiático, e o Governador Geral do Brasil, na América do Sul, para Ormuz, no Golfo Pérsico, e Mombaça, na Sub -África Saariana. A expansão do império, tanto territorial como economicamente, influenciou muito a arquitetura colonial portuguesa.
Tal como no século XV, a arquitectura colonial portuguesa no século XVI foi construída com a máxima funcionalidade e propósito. Contudo, ao contrário da época anterior, a arquitectura colonial portuguesa do século XVI não pulou a estética para perseguir a funcionalidade, mas foi, pela primeira vez, capaz de comprometer verdadeiramente os dois ideais de beleza e função, um ideal persistente ao longo do renascimento em Portugal. Como na maioria dos tempos, as estruturas militares da época eram geralmente grandes e agourentas fortalezas, mas a arquitectura colonial portuguesa do século XVI também viu a criação de palácios administrativos e mansões de governador dentro destes fortes, que foram construídos de acordo com a necessidade, mas também com o gosto. e estilo, em um nível diferente do visto antes. Um bom exemplo de forte militar colonial português com acomodações palacianas é o Forte dos Reis Magos, em Natal, Brasil. O forte está situado à beira-mar, numa localização estratégica tanto para ataques terrestres como marítimos, e apresenta uma fachada exterior completamente sóbria. No interior, porém, o Palácio do Governador foi construído num estilo simples, mas elegante da época, alentejano, originário do sul de Portugal.
A par da crescente sofisticação da arquitectura militar colonial portuguesa no século XVI, a arquitectura religiosa atingiu um nível nunca antes visto no Império Português. A imensa riqueza de Portugal proveniente do seu império, principalmente do comércio de especiarias, alimentou o seu zelo religioso histórico pela conversão de não-cristãos. A Índia Portuguesa do século XVI foi a potência cultural e económica do Império Português, e isto, em combinação com a Inquisição de Goa, subconjunto da Inquisição Portuguesa, criou uma importante corte do Renascimento Português, evidente nas enormes e elaboradas igrejas da época. A Catedral de Goa, a catedral da Índia portuguesa, incorpora quase tudo o que a arquitetura religiosa colonial portuguesa representava. A catedral foi construída para comemorar uma vitória cristã, a de Afonso de Albuquerque sobre os muçulmanos, e o edifício é construído num grandioso estilo clássico português. As altas torres sineiras e os detalhados portais e janelas são típicos das igrejas portuguesas e procuram mostrar o domínio cristão, sobretudo português, da área, um tema importante da arquitectura religiosa colonial portuguesa do século XVI.

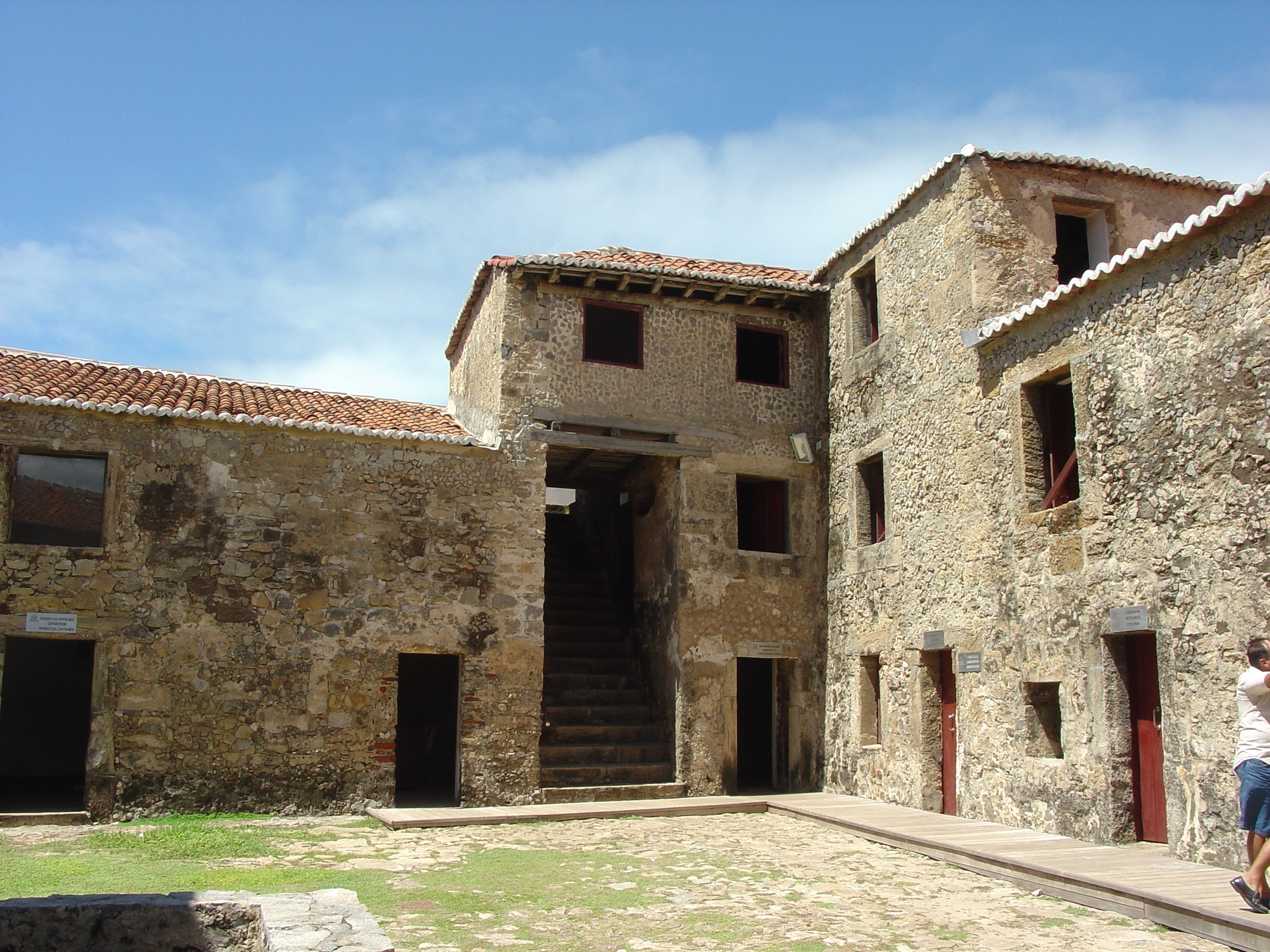
Forte dos Reis Magos; 1598, Brasil.
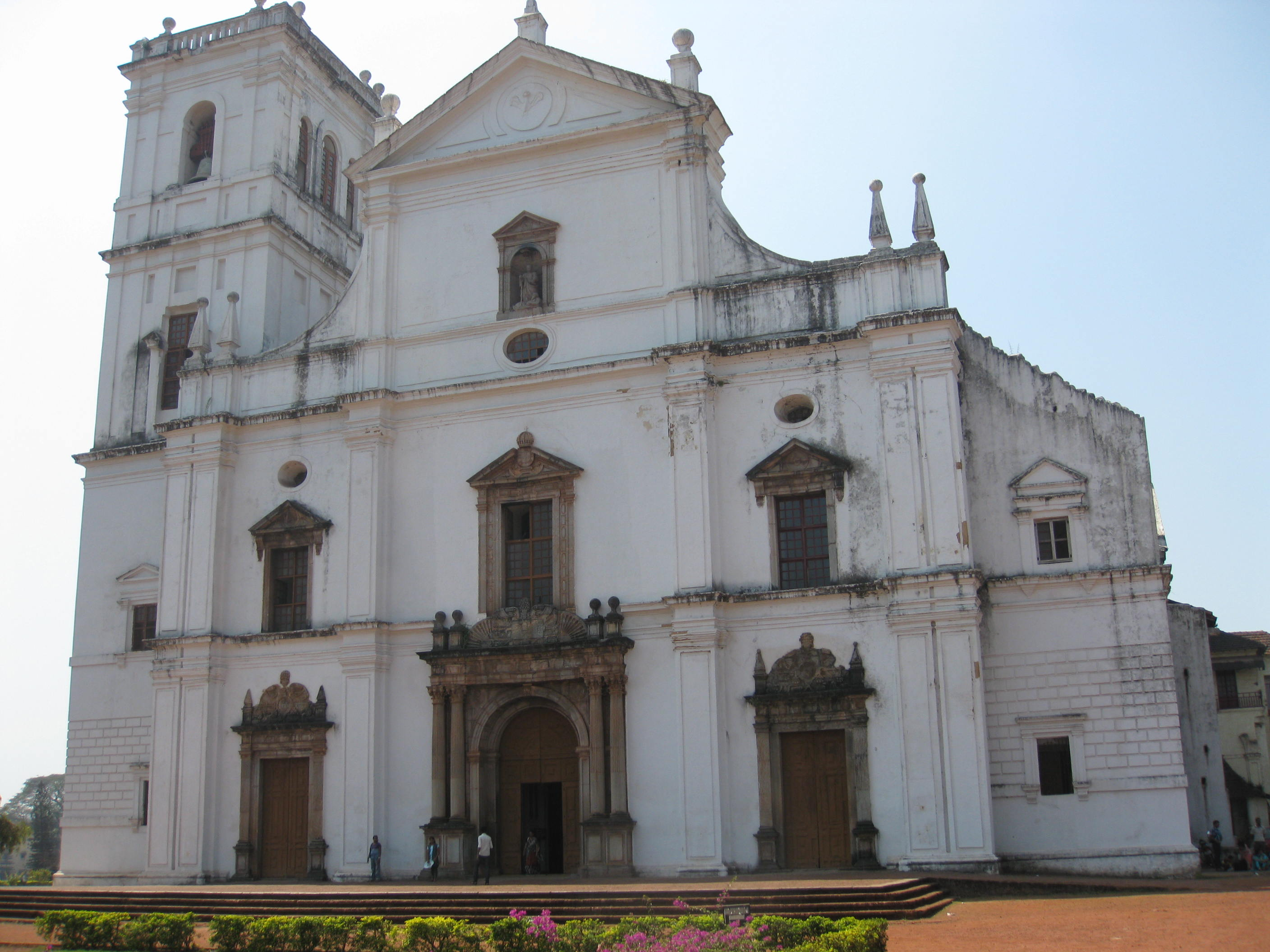
Catedral de Goa; 1510, Índia.
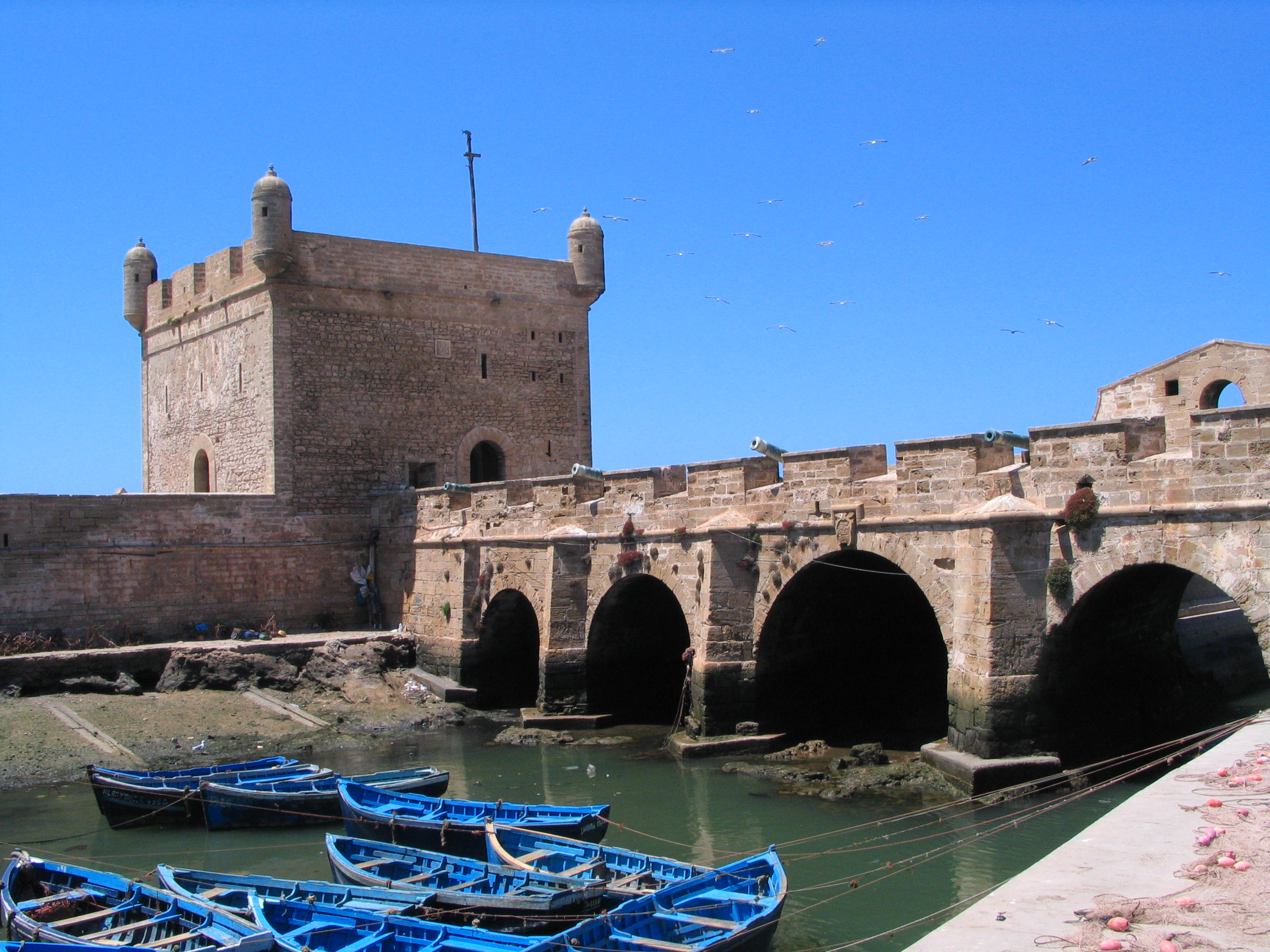
Castelo Real de Mogador 1506, Marrocos.
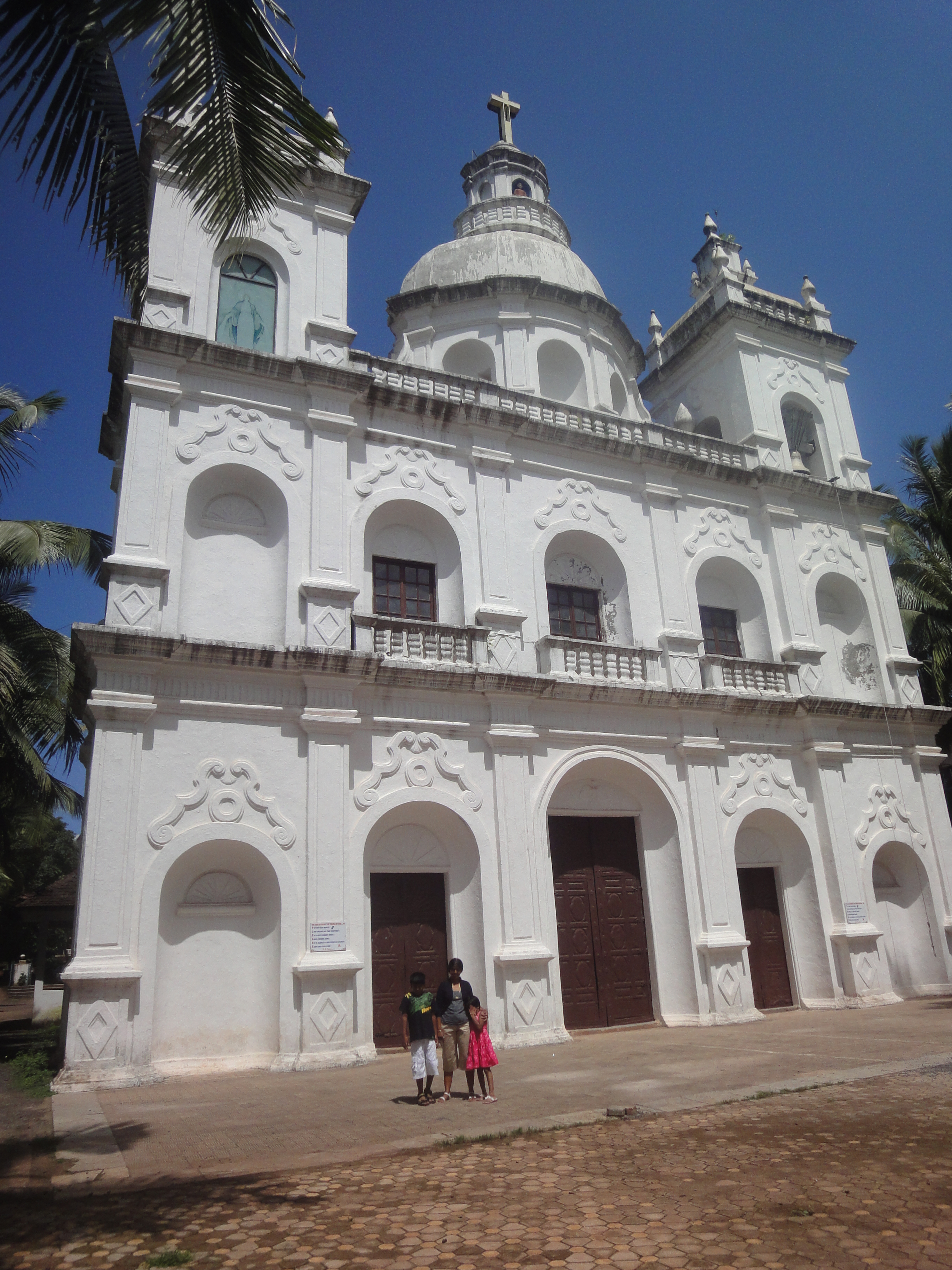
Igreja e Convento de São Francisco; 1517, Índia.
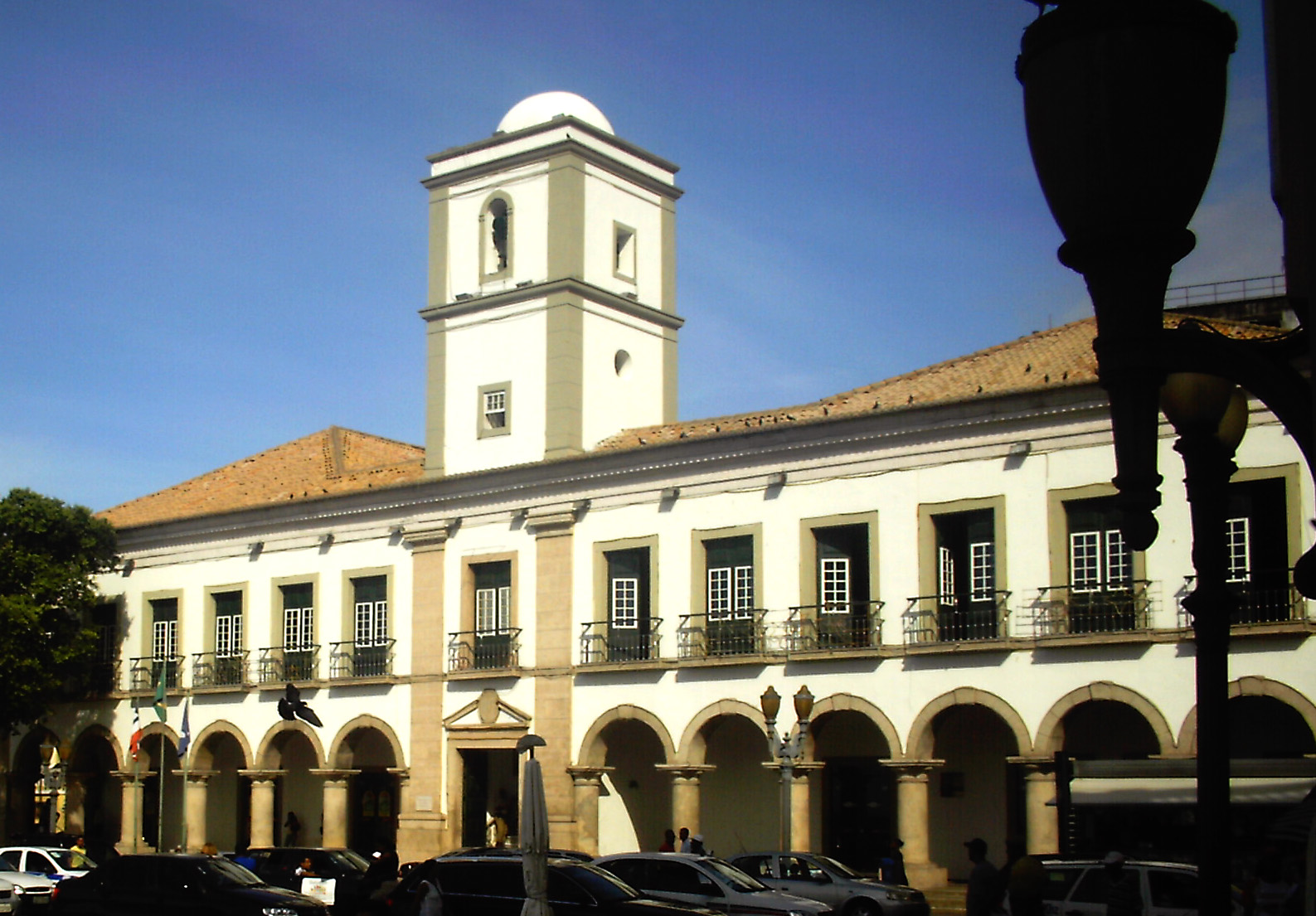
Paço da Câmara Municipal de Salvador; 1549, Brasil.
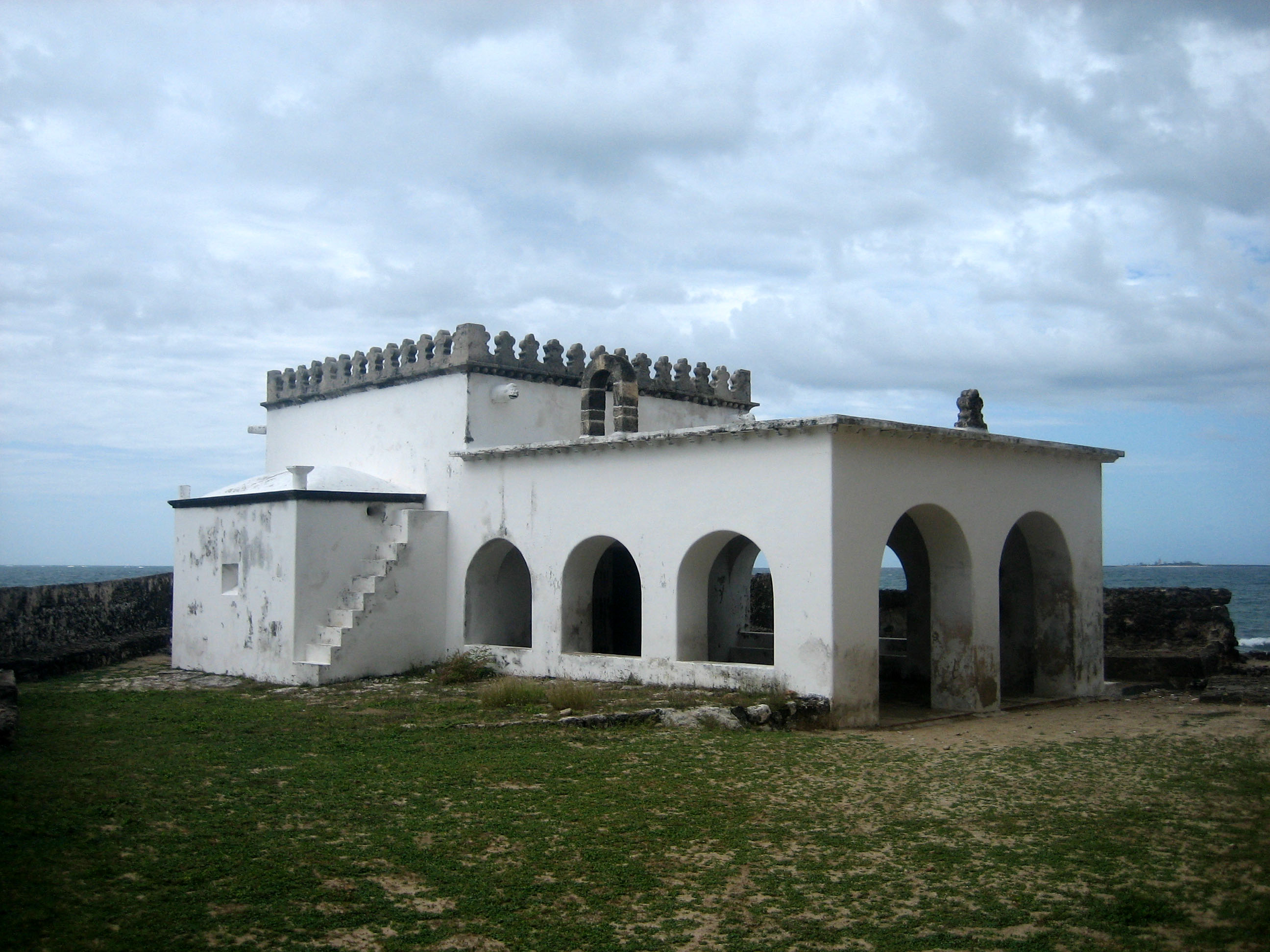
Capela de N.S. do Baluarte; 1522, Moçambique.
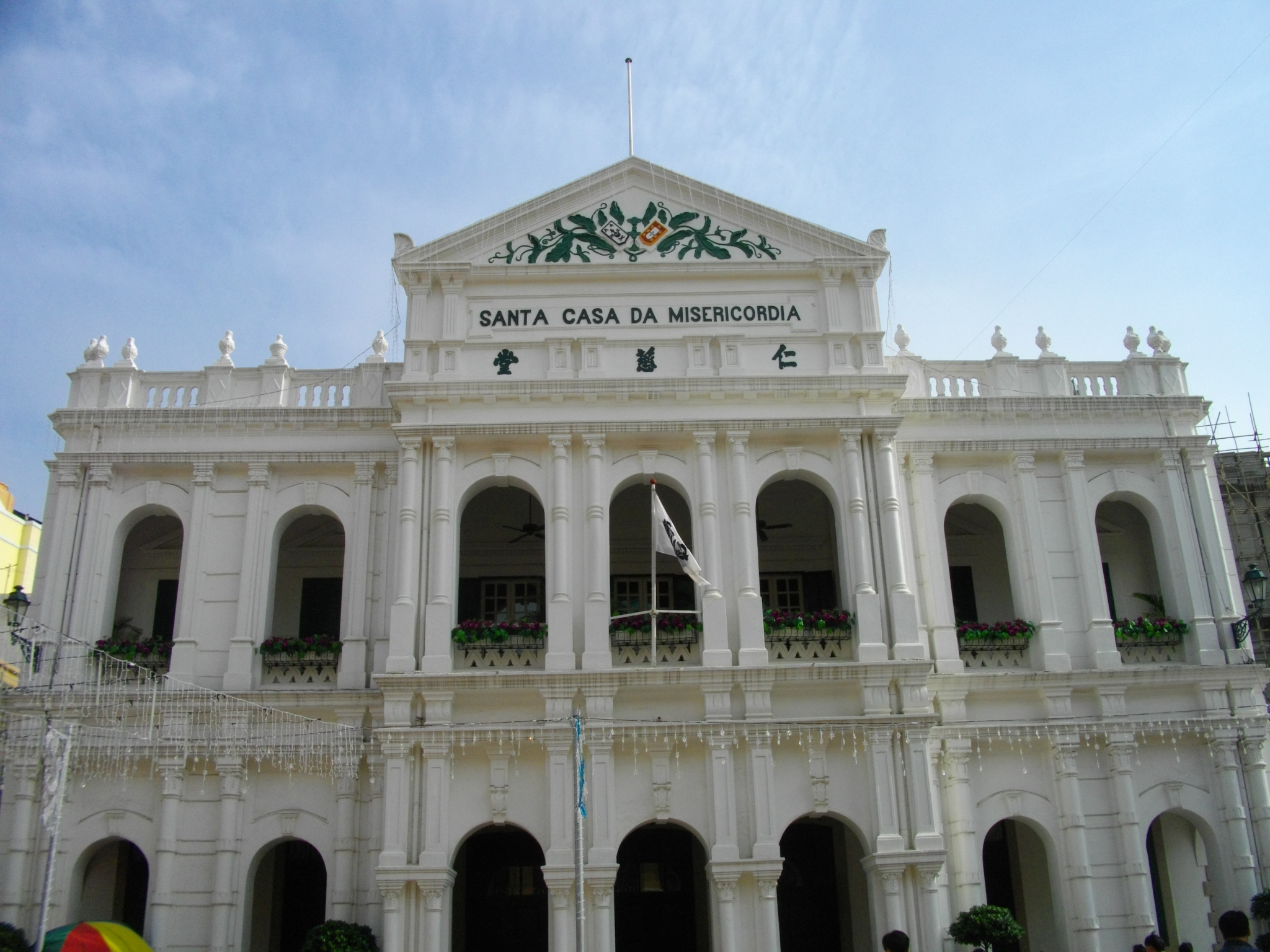
Santa Casa da Misericórdia; 1569, Macau.
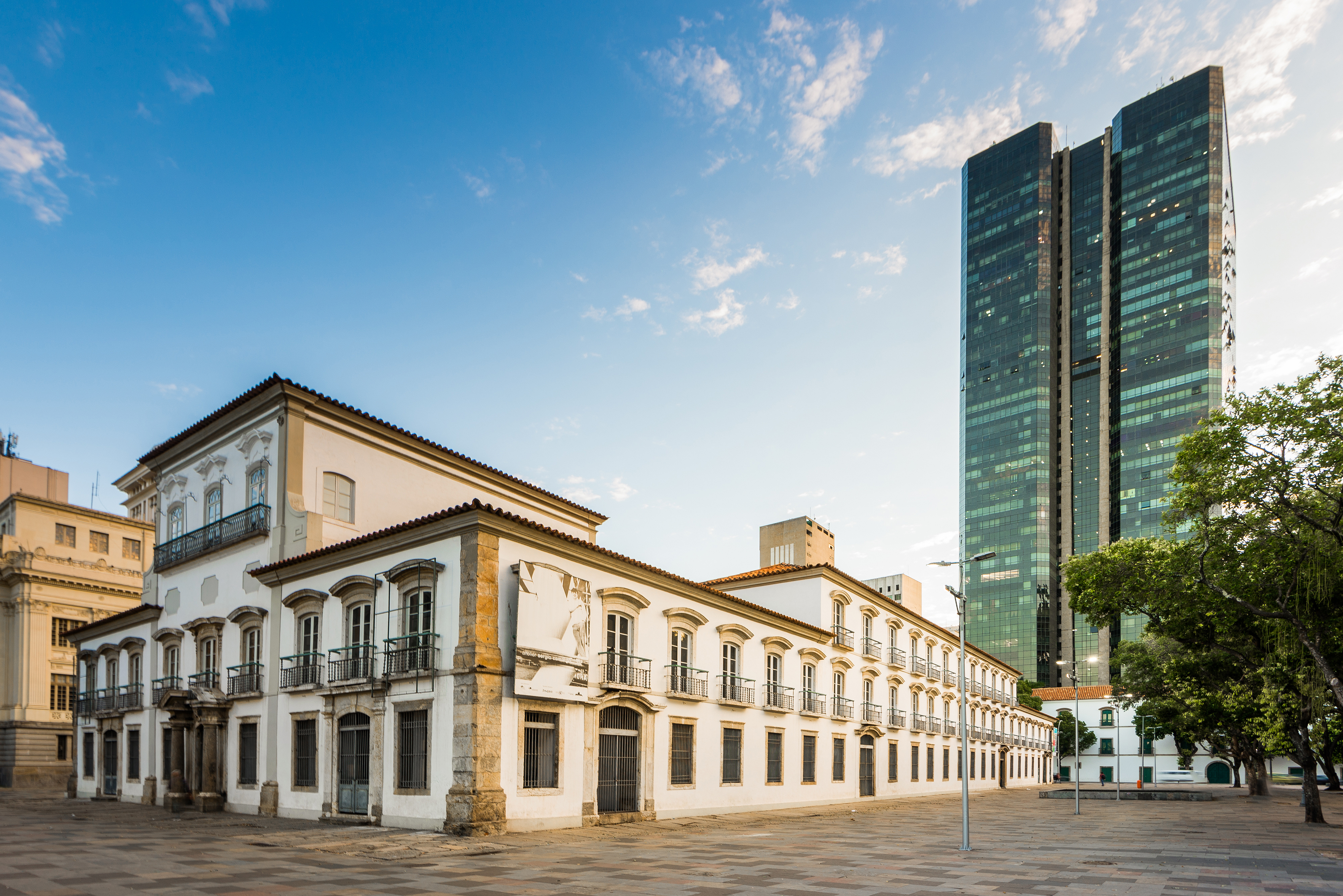
Paço Imperial; 1743, Brasil

## Século XVII

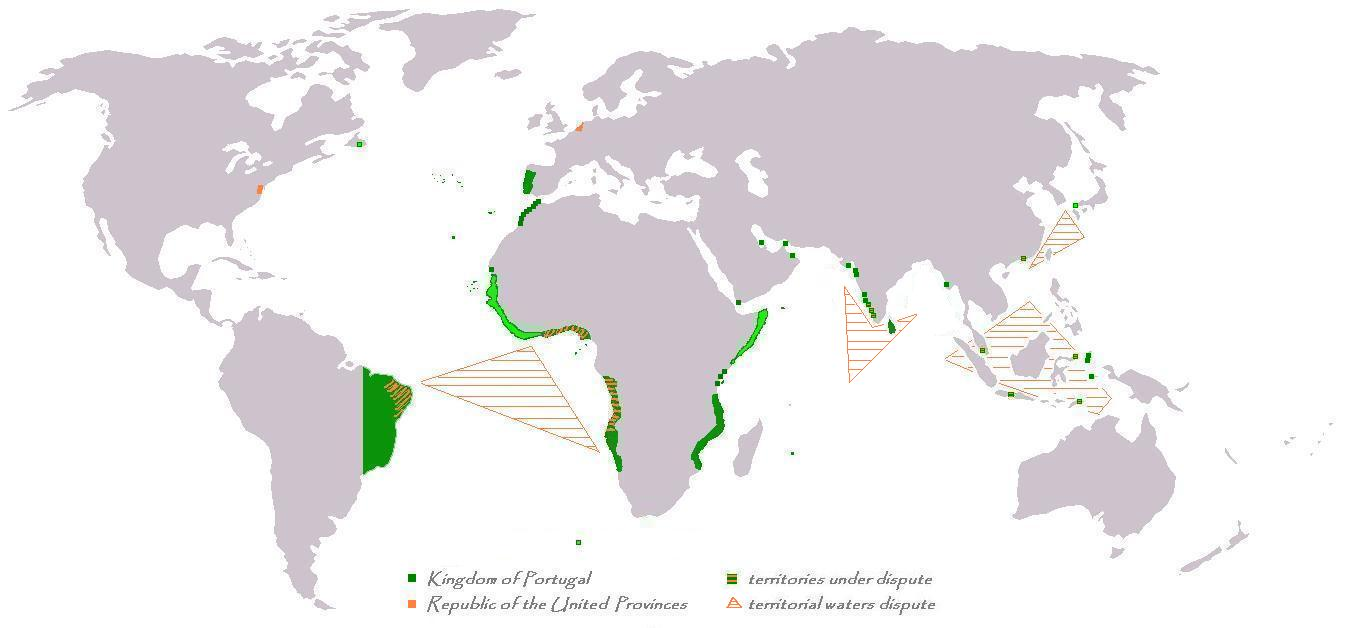
O Império Português no final do século XVII.

Para o Império Português, o século XVII foi uma época de recuperação e aumento gradual. Após a Guerra Holandesa-Portuguesa, os portugueses recuperaram os territórios que os holandeses ocuparam durante a União Ibérica. Na Índia, os territórios portugueses já não eram os únicos europeus poderosos na região e as colónias aí tiveram uma expansão mínima, São Tomé de Meliapor, 1687, bem como a transferência de Bombaim para os britânicos, 1661, como parte do dote de Catarina de Bragança. Na África, os portugueses expandiram-se ao longo da costa, com São João Baptista de Ajudá, 1680, e Bissau, 1687, e para o interior, com Ziguinchor, 1645. O centro e o foco da ambição imperial portuguesa, durante o século XVII, foi a América portuguesa. Com o abandono de Barbados, em 1620, e a reestruturação do Governador Geral do Brasil, em 1621, as possessões coloniais portuguesas nas Américas foram restabelecidas em dois estados coloniais, o Estado do Brasil e o Estado do Maranhão. Com a fundação da Colônia do Santíssimo Sacramento, em 1680, os portugueses obtiveram ganhos territoriais substanciais na América do Sul. A expansão, aliada às riquezas da Corrida do Ouro no Brasil, fomentou um novo patamar de arquitetura colonial portuguesa na América portuguesa, que se baseava mais no luxo e na riqueza do que nas bases estilísticas sóbrias e conservadoras do século XVI. século.
Inicialmente, o século XVII foi um período difícil para o Império Português, tendo terminado a União Ibérica, através da Guerra da Restauração Portuguesa, e depois entrado na Guerra Holandesa-Portuguesa. Devido à contínua acção militar em todo o império, grande parte da arquitectura colonial portuguesa do século XVII consistia na construção barroca, de fortificações cientificamente concebidas. Um bom exemplo da arquitetura militar colonial portuguesa do século XVII é o Forte e Muralhas Defensivas da Colónia do Santíssimo Sacramento. Típicas da época, as fortificações do Santíssimo Sacramento cercavam completamente a cidade e só tinham acesso por três vias, duas portas de acesso ao território e ao porto da cidade, como se estruturava a maioria das cidades coloniais portuguesas. O século XVII também assistiu a um período de planeamento urbano intensificado nas localidades coloniais portuguesas, esculpindo as cidades e fortes coloniais em torno dos ideais e lógicas da Iluminismo.
Embora o século XVII tenha sido uma época tumultuada para o Império Português, repleta de conflitos, conquistas e confusão, surgiu um elevado zelo religioso para apoiar e justificar as ações tomadas pelas forças imperiais portuguesas. A arquitetura colonial portuguesa religiosa da época era caracterizada pela grandeza e demonstração de importância religiosa e riqueza imperial. A maioria das igrejas e outros edifícios religiosos desta época foram construídos numa fase de transição entre o Barroco e o Maneirismo. Um bom exemplo de igreja colonial portuguesa da época é a Igreja da Divina Providência de São Caetano, 1639, Índia. A igreja, que era um cruzamento maneirista-barroco, foi mandada construir por Pedro da Silva, Vice-Rei da Índia, para demonstrar a riqueza portuguesa e a integração do território como importante território português. colônia. Muitas igrejas coloniais portuguesas do século XVII foram construídas para apresentar o poder e a riqueza do Império Português sobre uma área, para além dos usos religiosos, e quanto mais importante a colónia, melhor desenhada e grandiosa é a igreja ou mosteiro.

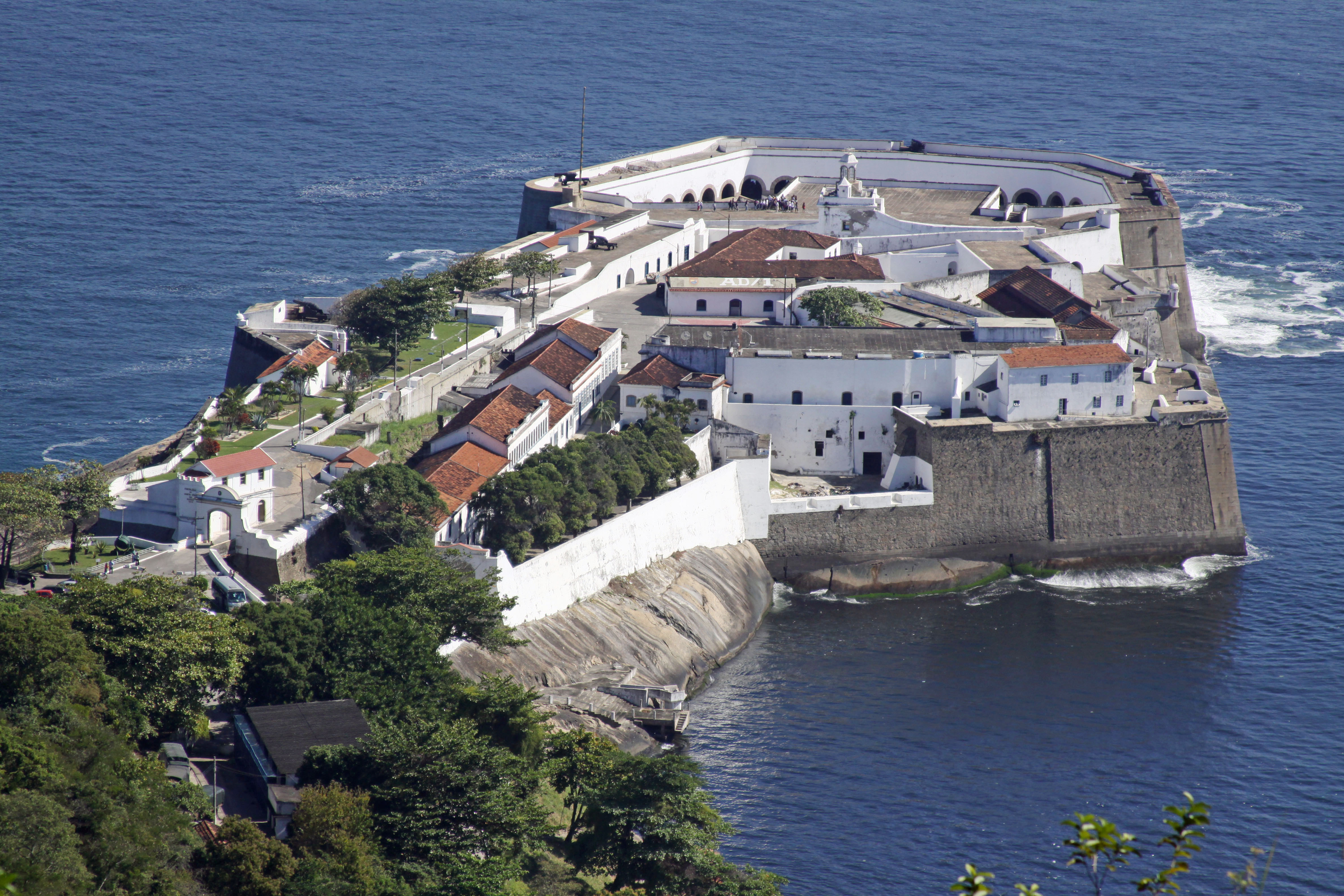
Forte de S. Cruz da Barra; 1612, Brasil.
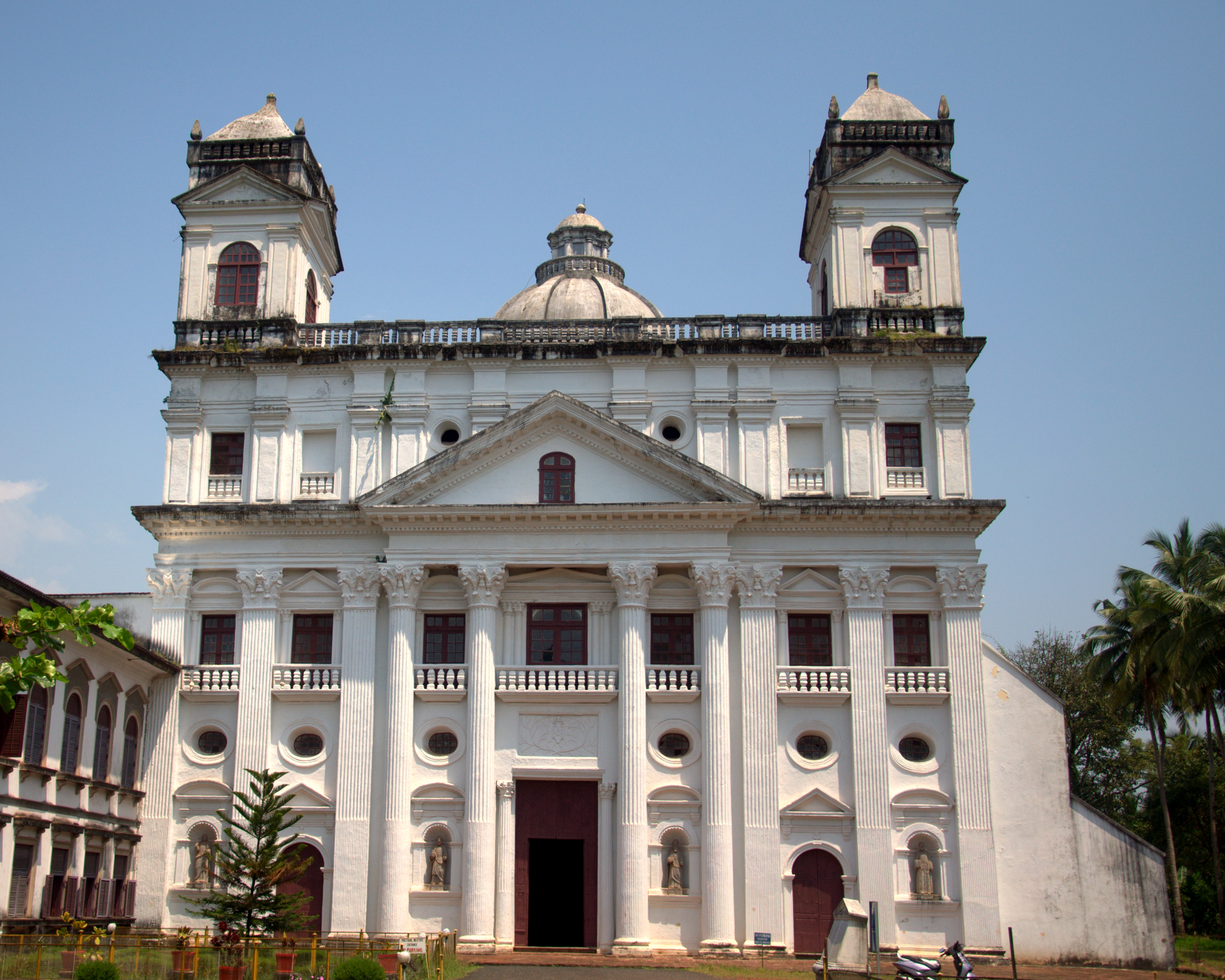
Igreja de São Caetano; 1639, Índia.
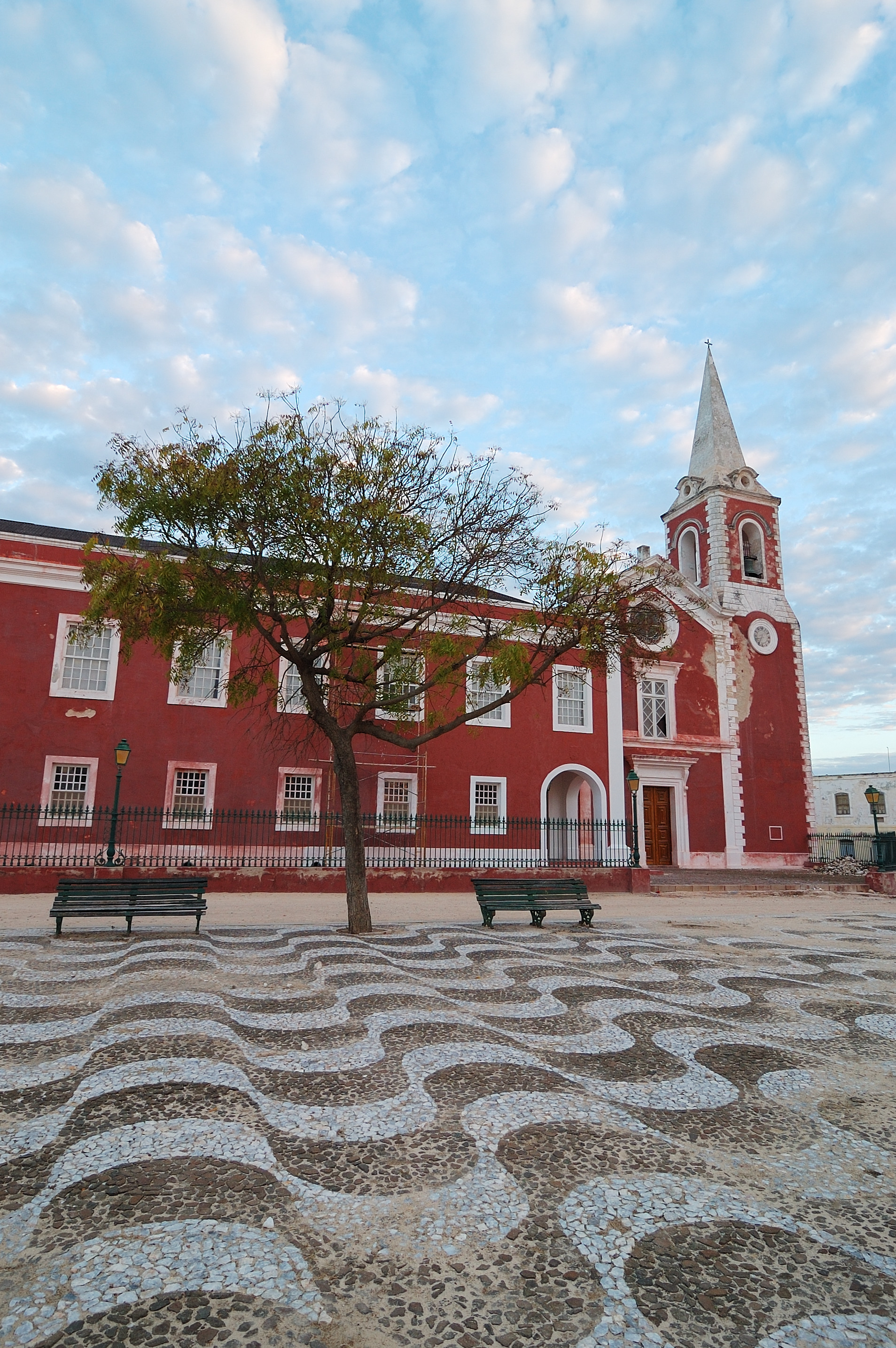
Palácio do Governador (1610); Moçambique.
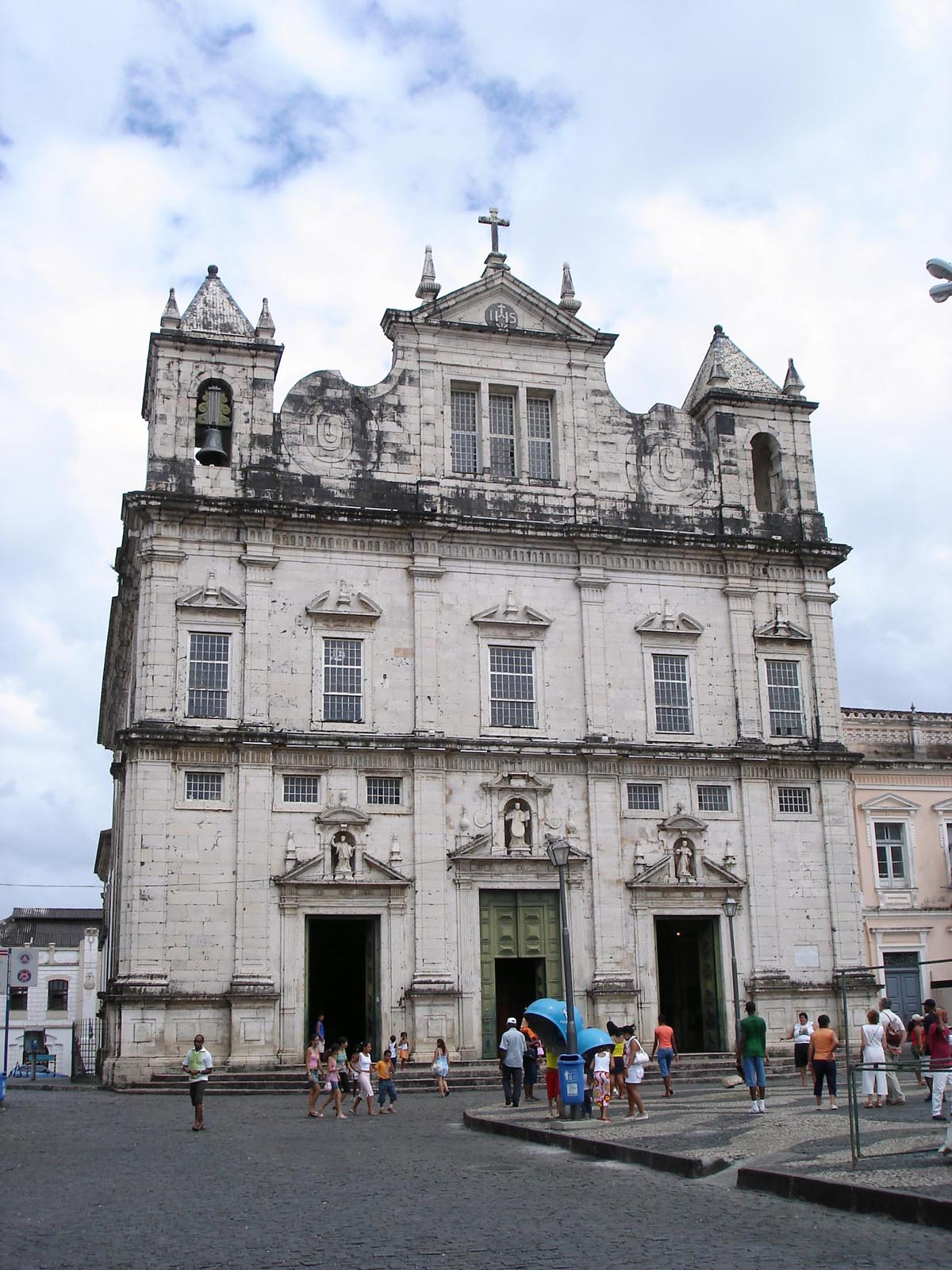
Catedral de Salvador (1676) Salvador, Brasil.
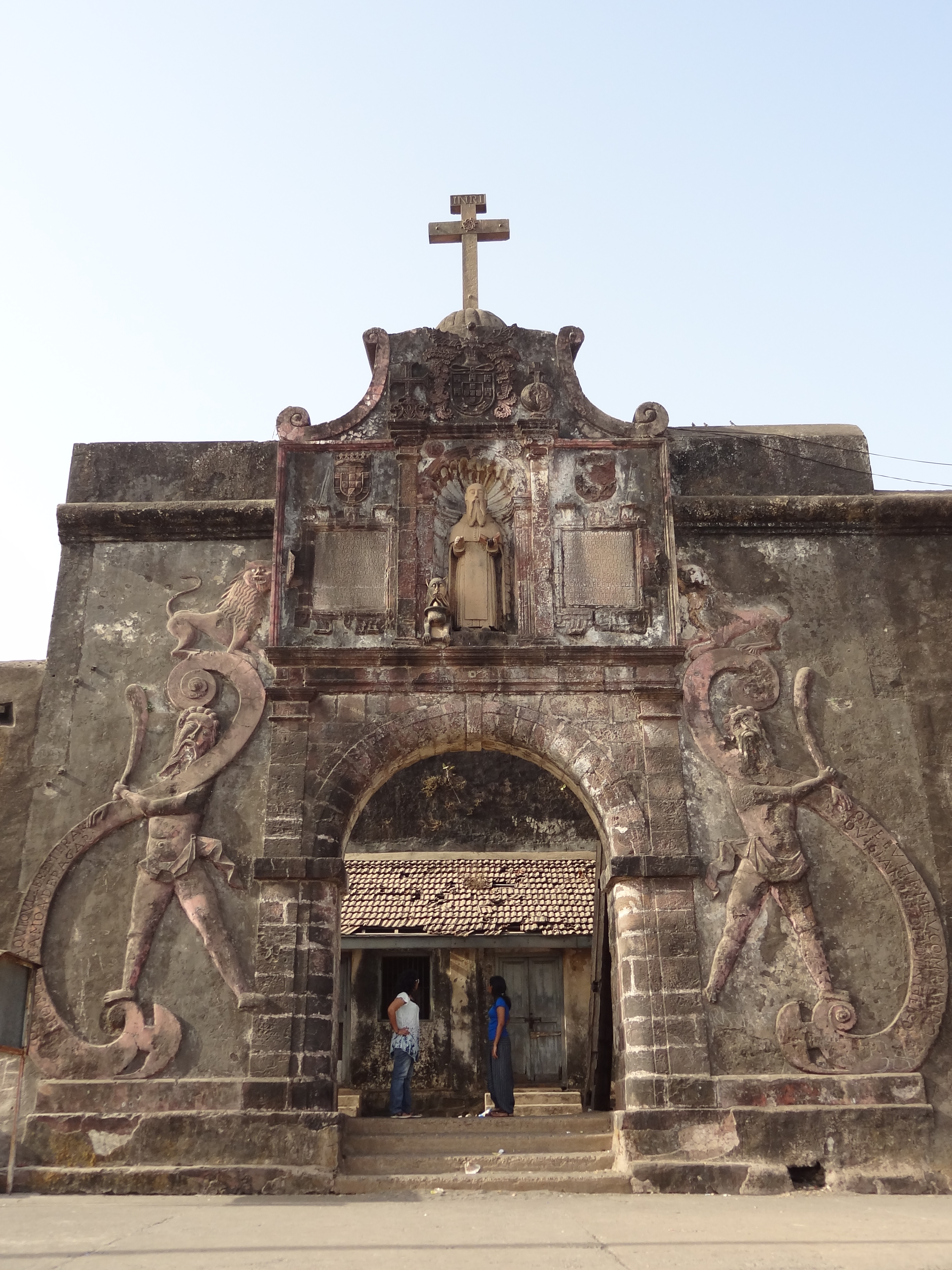
Forte de São Jerônimo (1614); Damão, Índia.
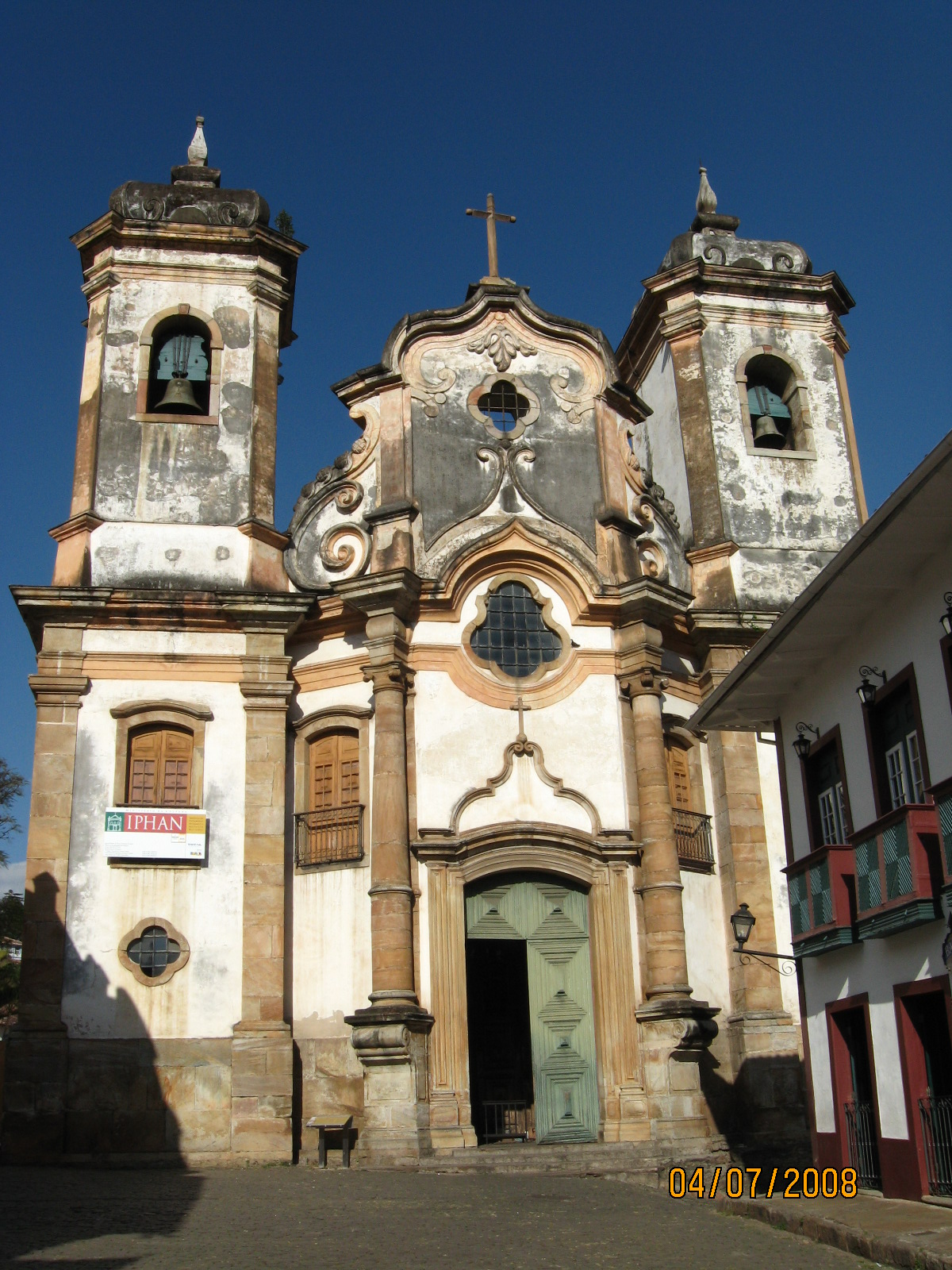
Basílica Menor de N.S. do Pilar; 1696, Ouro Preto, Brasil.
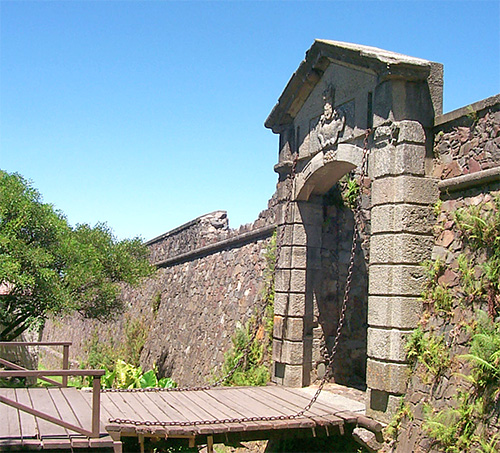
Forte de Sacramento (1680); Sacramento, Uruguai.
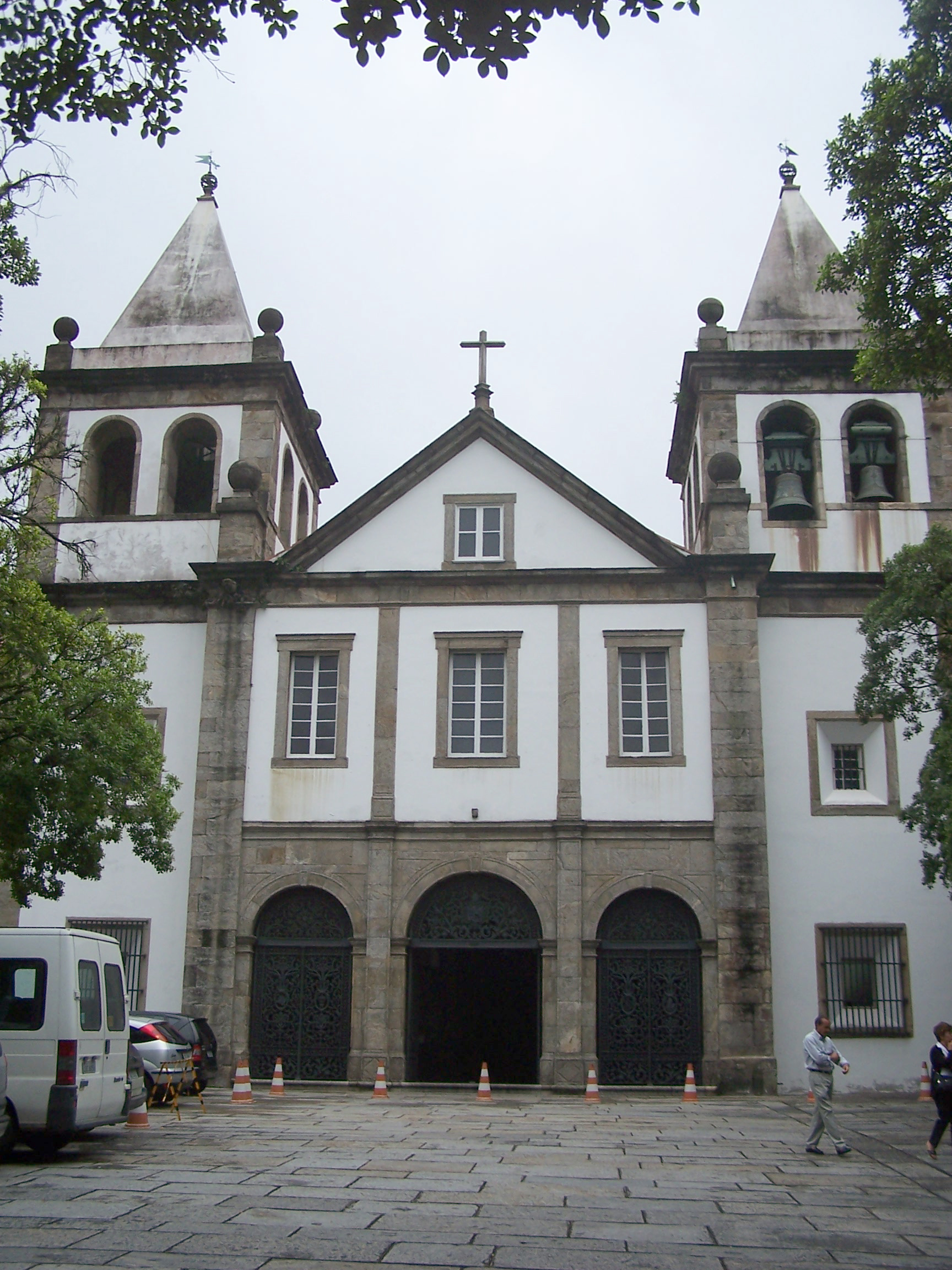
Monastério de São Bento (1633); Rio de Janeiro, Brasil.

## Século XVIII

O Império Português no final do século XVIII.

O século XVIII foi uma época de grande expansão do Império Português. Na América Portuguesa, o Estado do Brasil e o Estado do Maranhão expandiram-se para oeste, levando à reestruturação do Maranhão na megacolônia Estado do Grão-Pará e Maranhão, em 1751. Em 1772, a América Portuguesa, mais uma vez , ampliado e reestruturado, dividindo o Estado do Grão-Pará e Maranhão em Estado do Grão-Pará e Rio Negro e Estado do Maranhão e Piauí. Entretanto, a Colónia do Santíssimo Sacramento foi disputada entre portugueses e espanhóis durante a maior parte do século, criando condições difíceis naquela colónia. Na Índia portuguesa, a conquista territorial e a diplomacia criaram a Colônia de Dadrá e Nagar-Aveli, 1779. Na África portuguesa, as propriedades imperiais expandiram-se para o continente oriental costa com a reconquista de Mombaça, 1728, que havia sido perdida em 1698. O terremoto de Lisboa de 1755 devastou o Reino de Portugal e a sua capital, Lisboa, e assim, a maior parte dos fundos imperiais foi para Portugal metropolitano para reconstruir a capital destruída e os seus reinos. A perda de alguns fundos prejudicou inicialmente a arquitectura colonial portuguesa no século XVIII, mas as grandes minas de ouro da América portuguesa e o lucrativo comércio de escravos da África portuguesa permitiram um período de relativa riqueza e fomentaram as artes.
Durante o século XVIII, a arquitectura militar colonial portuguesa cresceu a um ritmo constante, com avanços científicos e avanços de engenharia, mas é ofuscada pelo novo auge da arquitectura cívica colonial portuguesa, que se expandiu devido ao tempo de paz e grande riqueza para o Império Português. . Durante a época, o estilo Barroco do Norte de Portugal, originário das regiões do Porto e Beira, tornou-se o estilo preferido para a arquitetura cívica colonial portuguesa. Foi no século XVIII que as colônias portuguesas na América do Sul ganharam importância dentro do império, através de ouro e diamantes recém-descobertos, e muitos grandes palácios, edifícios públicos e monumentos foram criados, incluindo o Passeio Público, 1779, o parque público mais antigo das Américas. Um bom exemplo de edifício cívico colonial português da época é o Palácio dos Vice-Reis do Brasil, no Rio de Janeiro. Construído em 1738, para o vice-rei do Brasil, o palácio tipifica o estilo barroco colonial português de uso cívico, com paredes exteriores caiadas de branco e janelas e portais barrocos simples em pedra cinzenta.
Semelhante na arquitectura cívica colonial portuguesa, a contrapartida religiosa utilizou em grande parte o estilo barroco do Norte de Portugal como base para a maioria dos projectos arquitectónicos. As igrejas coloniais da época viveram um período de abundância e excesso nunca antes vistos. Exteriores barrocos ricamente ornamentados de pedra cinza e marrom em paredes caiadas de branco eram igualados em alto design com seus interiores dourados dourados com tetos e [[azulejos] intrincadamente pintados. Uma tipificação da arquitetura religiosa colonial portuguesa da época é a Igreja de São Francisco de Assis, em Ouro Preto. Projetada pelo famoso arquiteto colonial português Antônio Francisco Lisboa, a igreja proclama aos seus visitantes a riqueza do Império Português e a bênção de Deus sobre ele, dando-lhe acesso às vastas riquezas do Brasil colonial . O portal ornamentado de dois andares é típico da época, enquanto a planta arredondada da igreja é única na arquitetura colonial portuguesa no Brasil. Os topos barrocos arredondados e achatados nas extremidades são comuns a toda a arquitectura colonial portuguesa, tanto religiosa como cívica, tanto no Brasil como no resto do Império Português.

## Século XIX

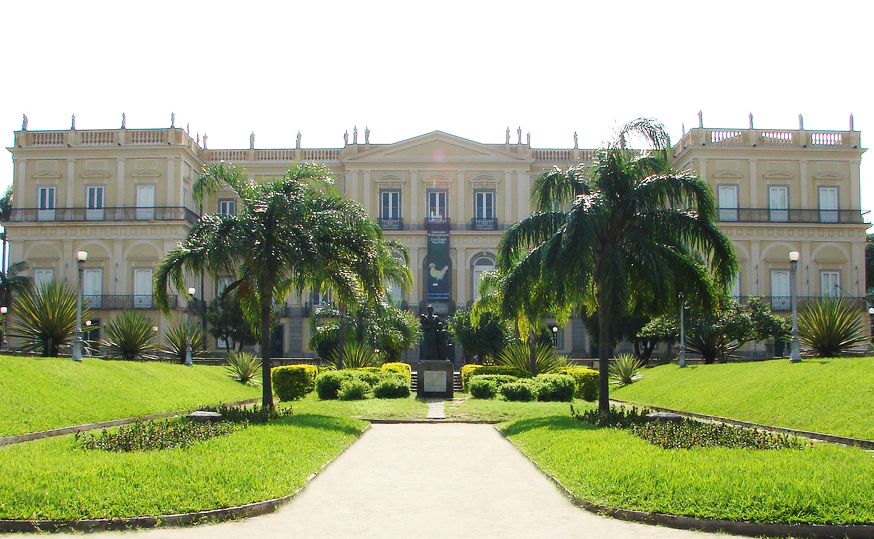
Palácio Real de São Cristovão; 1816, Brasil.
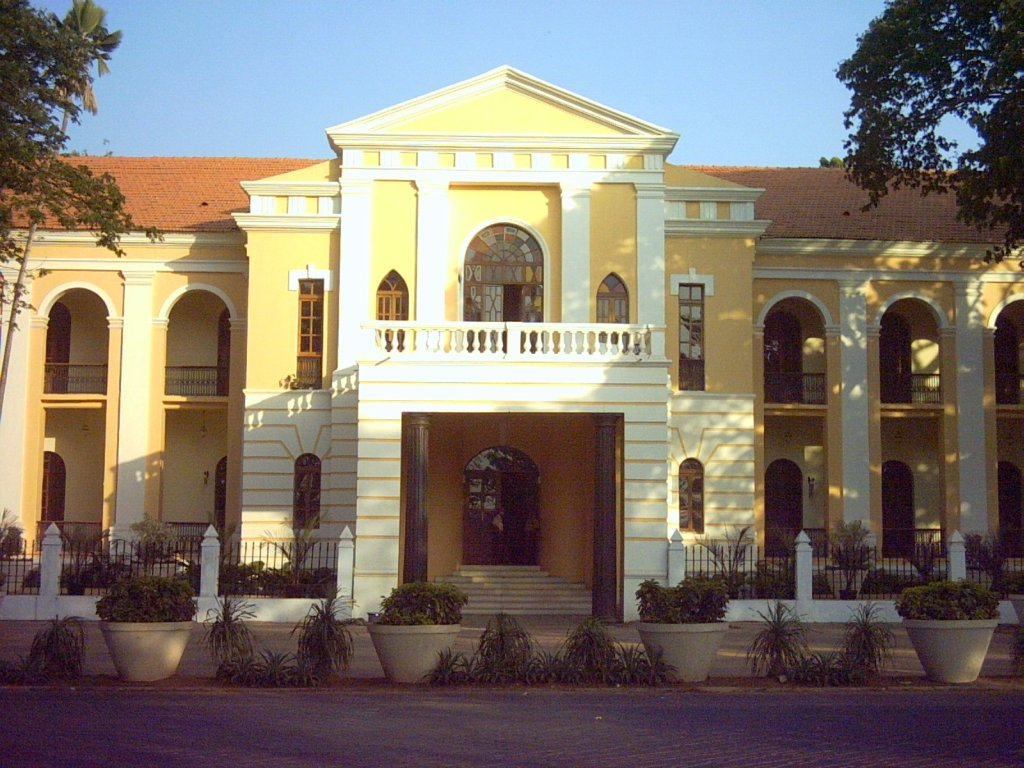
Colégio Médico de Goa; 1842, Índia.
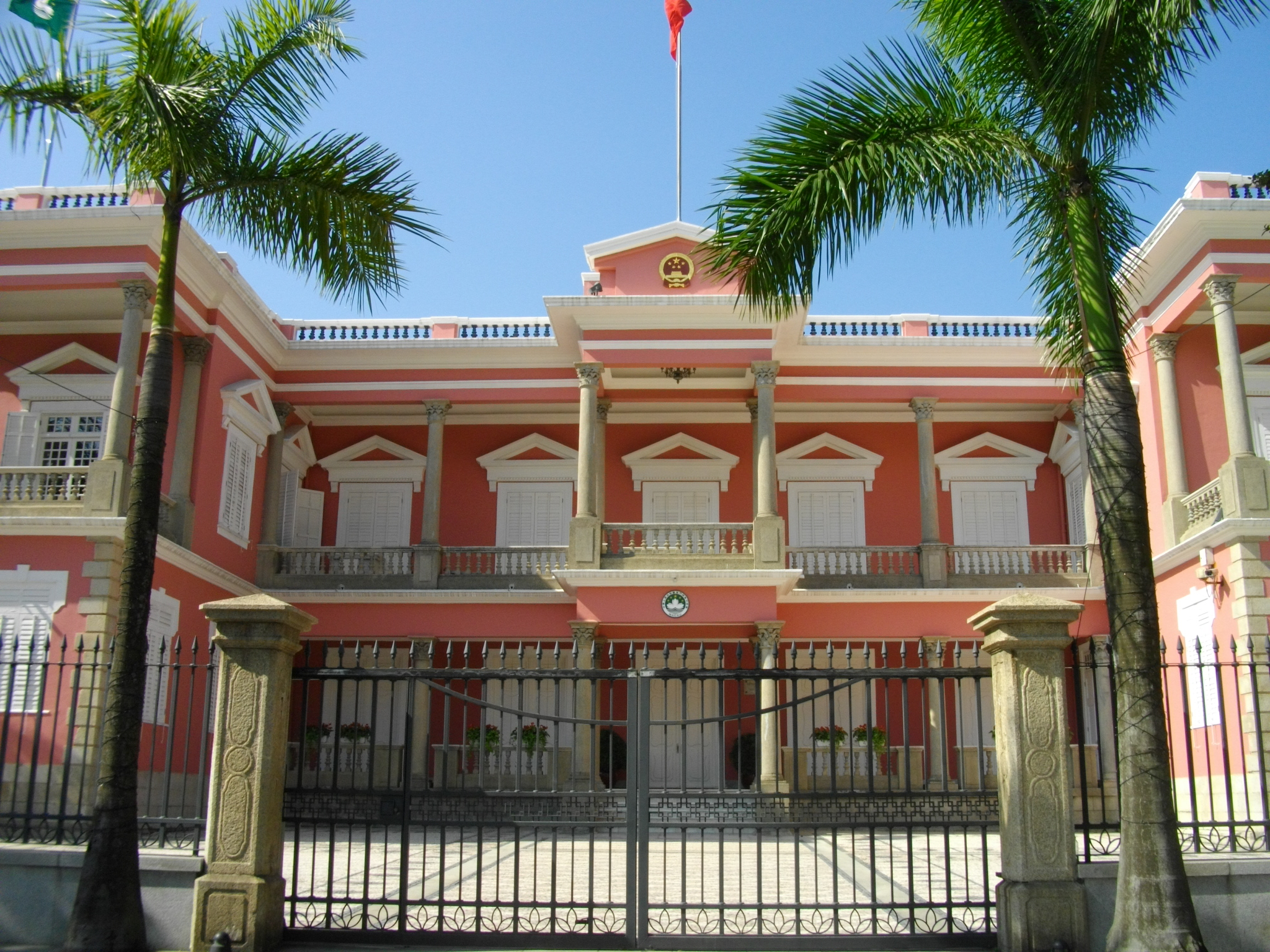
Sede do Governo de Macau; 1849, Macau.
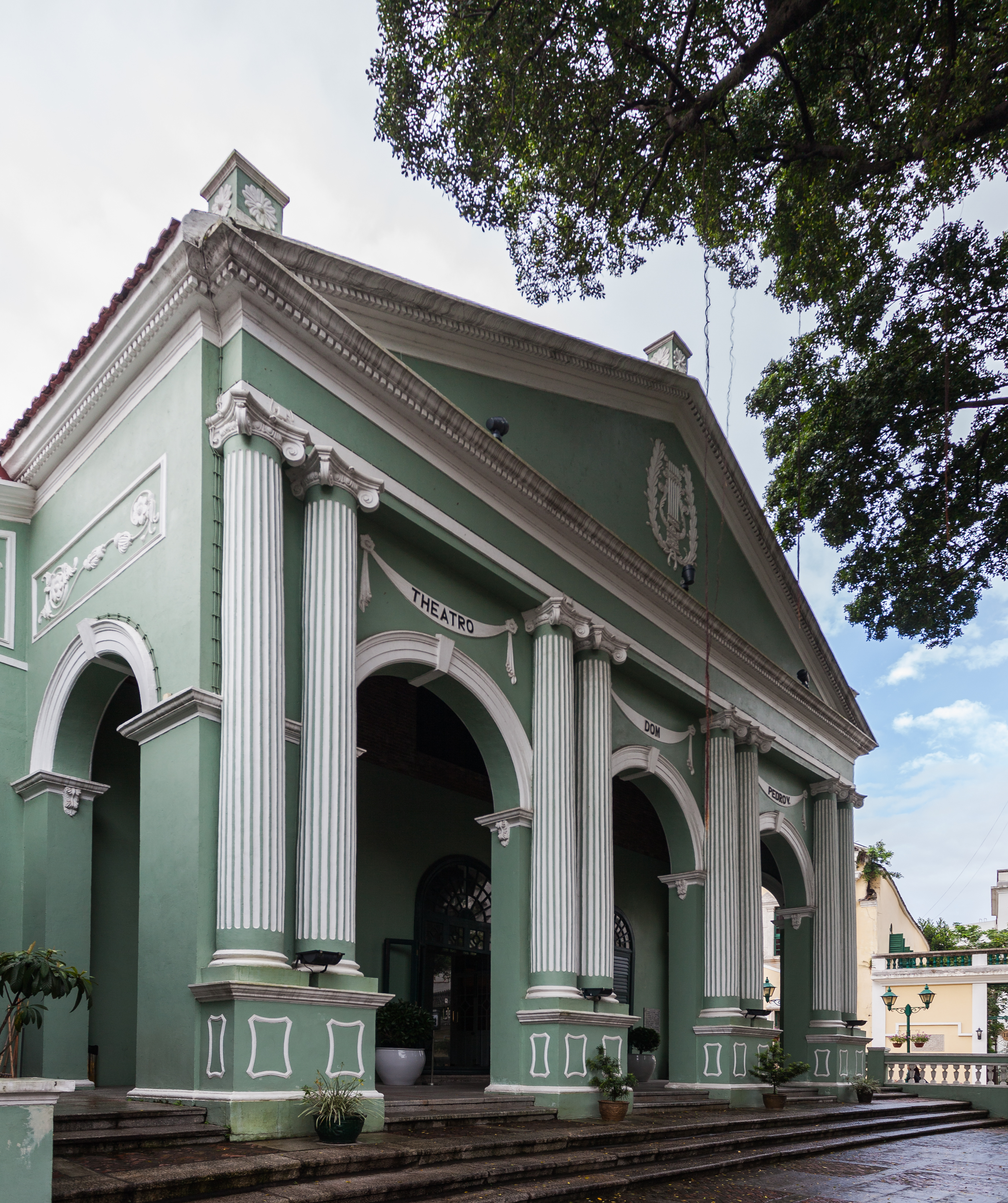
Teatro Dom Pedro V; 1860, Macau.
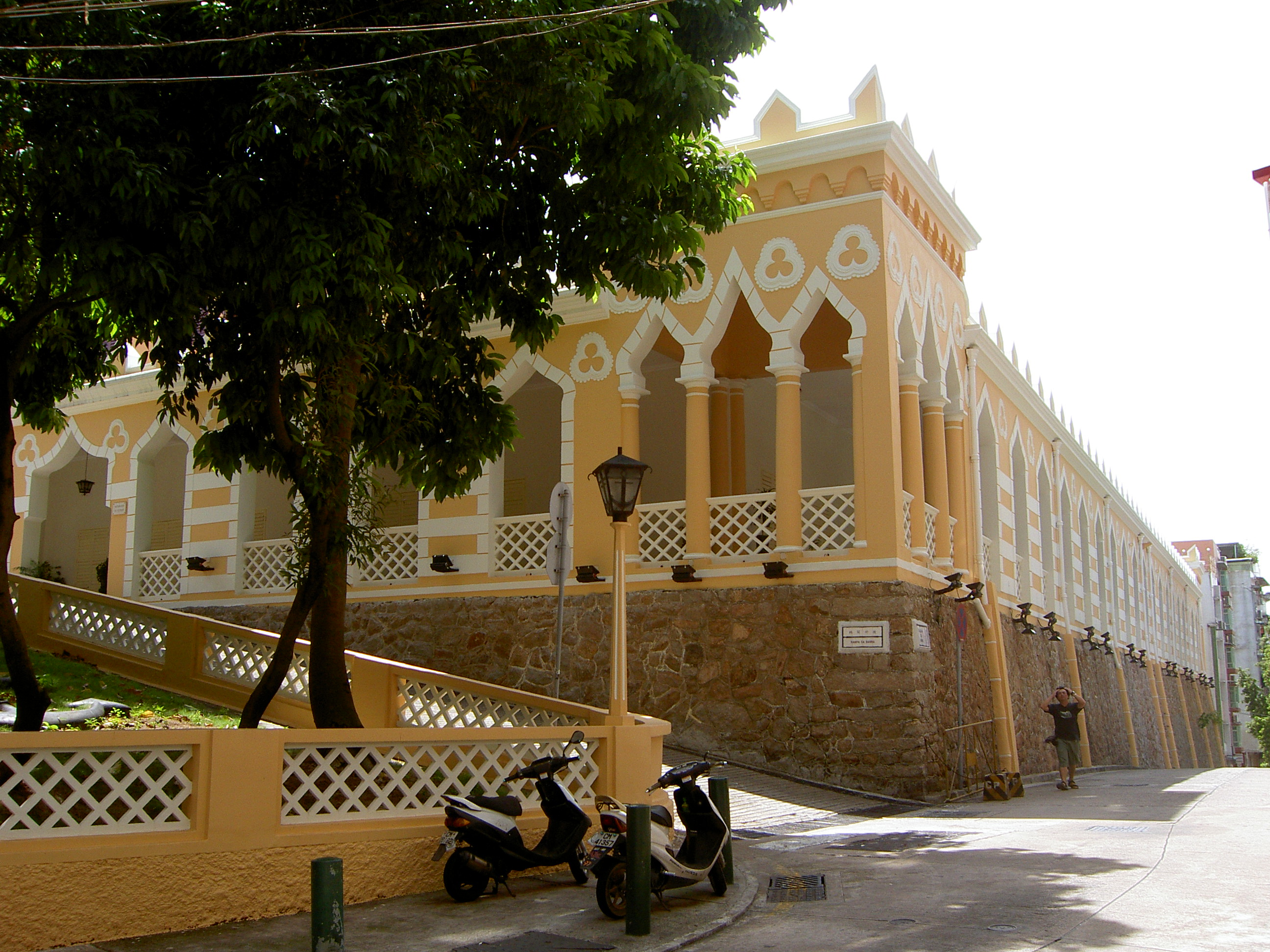
Quartel dos Mouros; 1874, Macau.
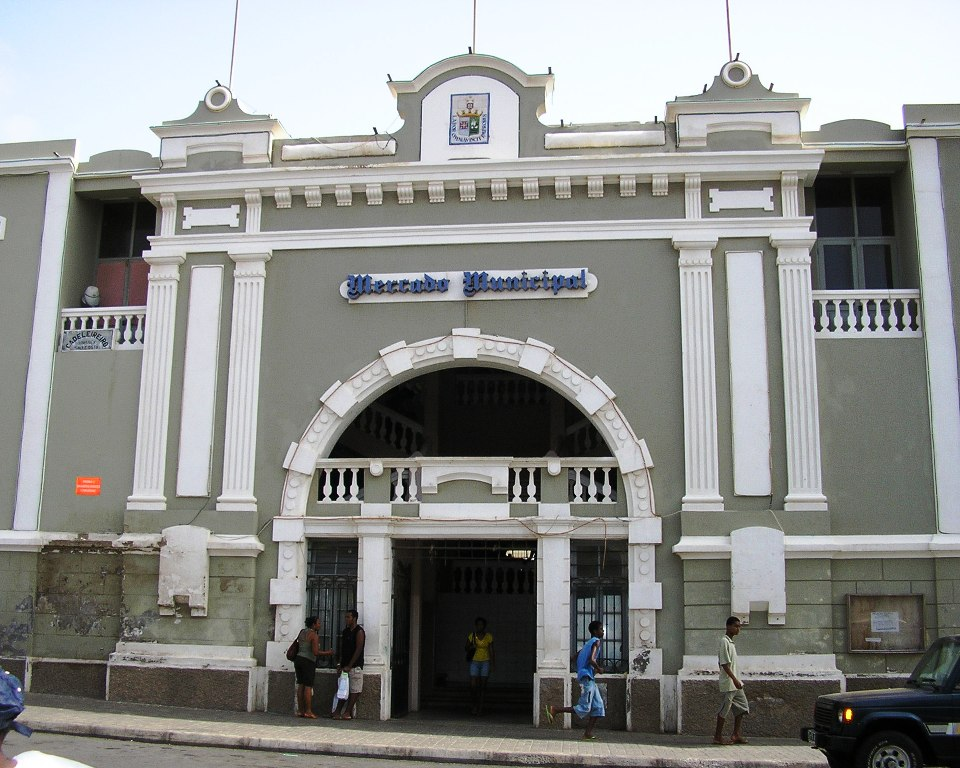
Mercado de Mindelo; 1878, Cabo Verde
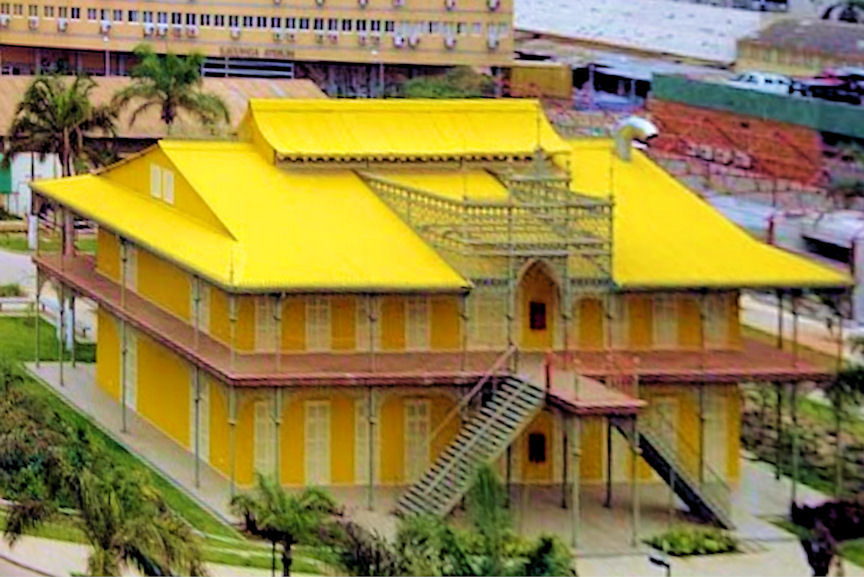
Palácio de Ferro; 1885, Angola

## Século XX

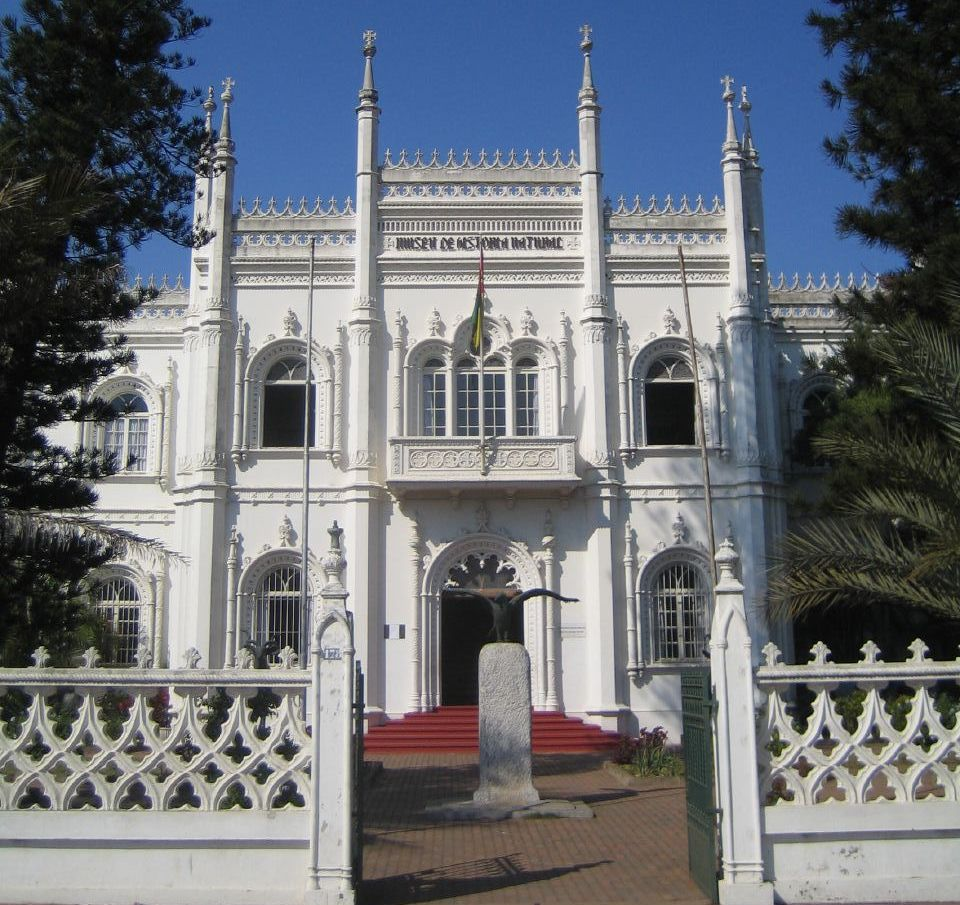
Museu de História Natural de Moçambique; 1913, Mozambique
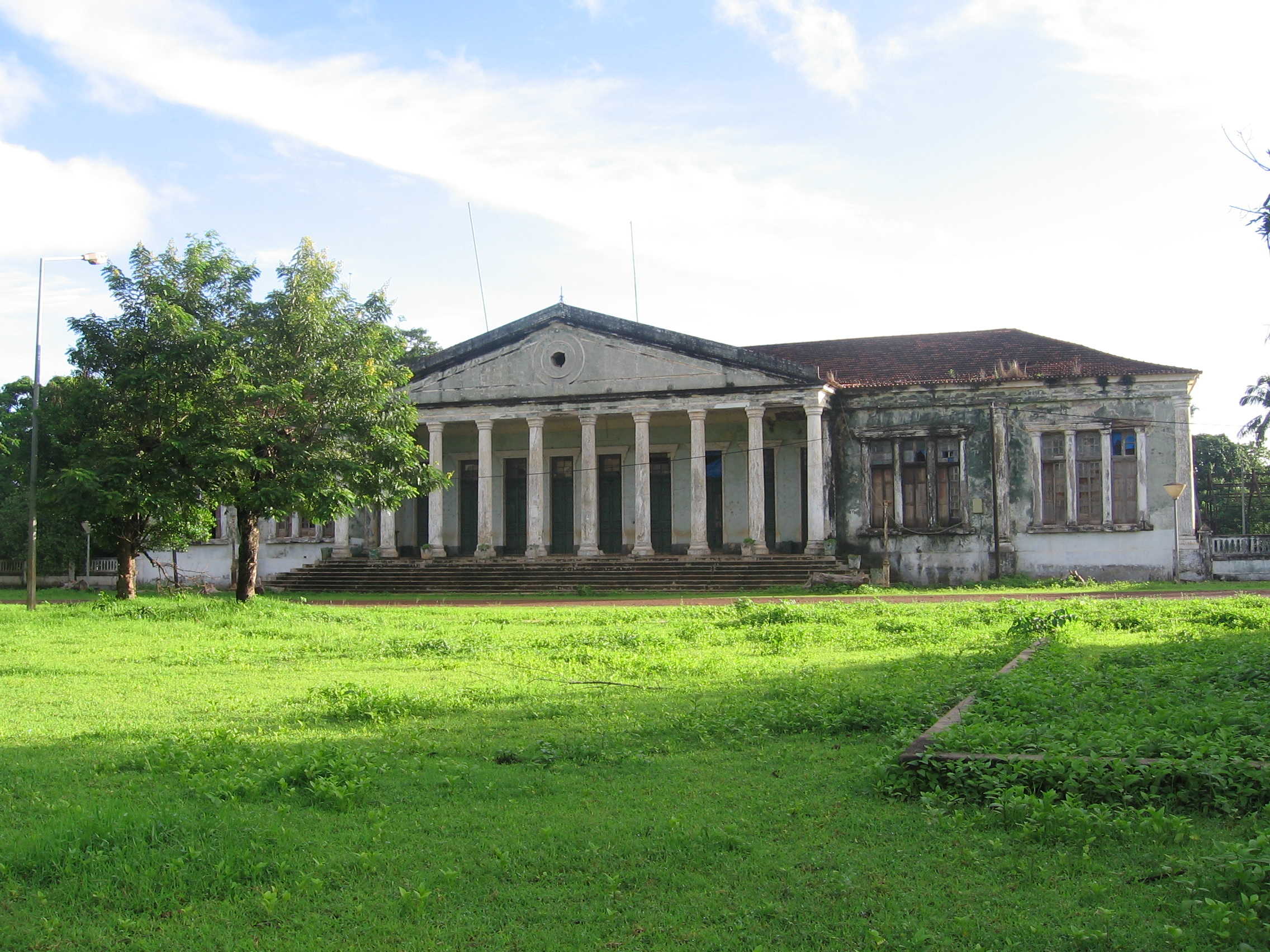
Prefeitura de Bolama 1919, Guiné-Bissau.
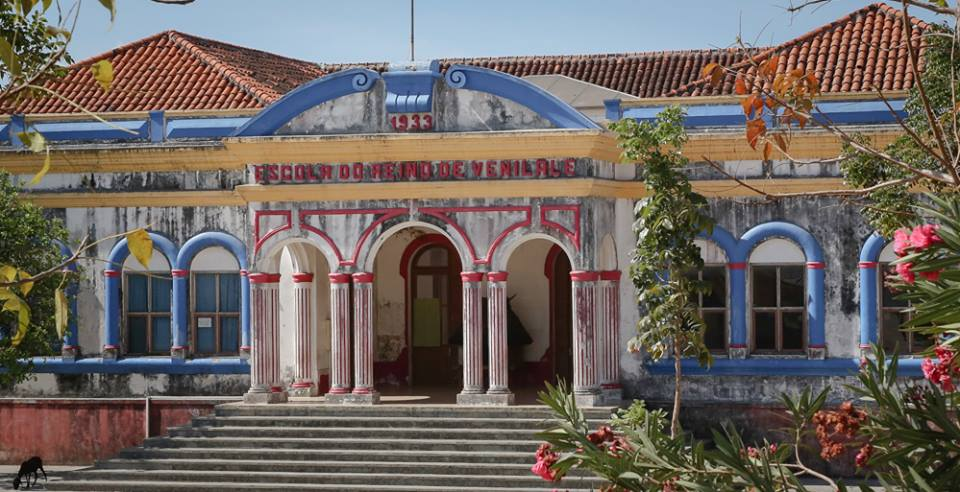
Escola Venilale; 1933, Timor Leste
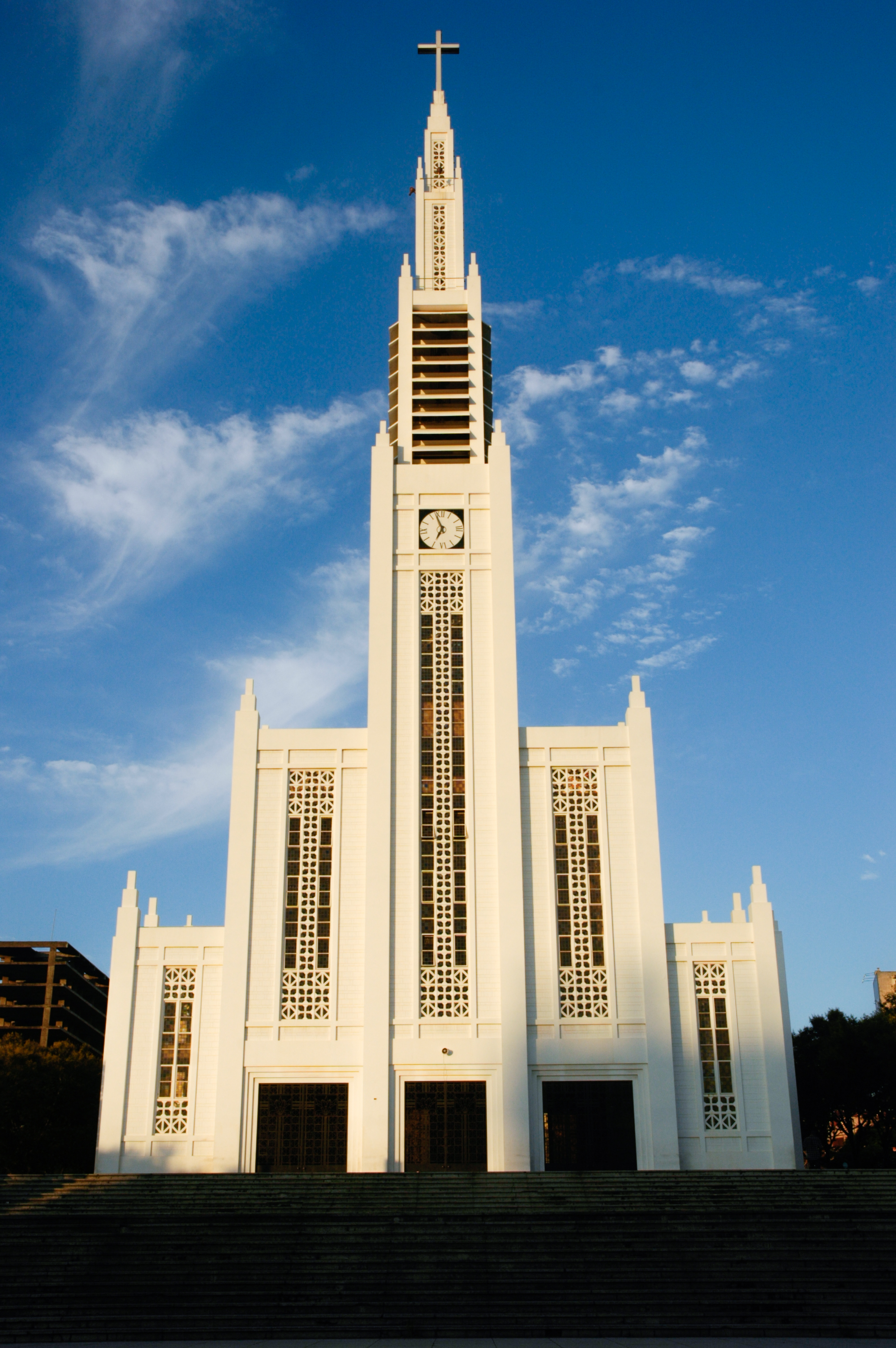
Catedral de Maputo; b. 1944, Moçambique
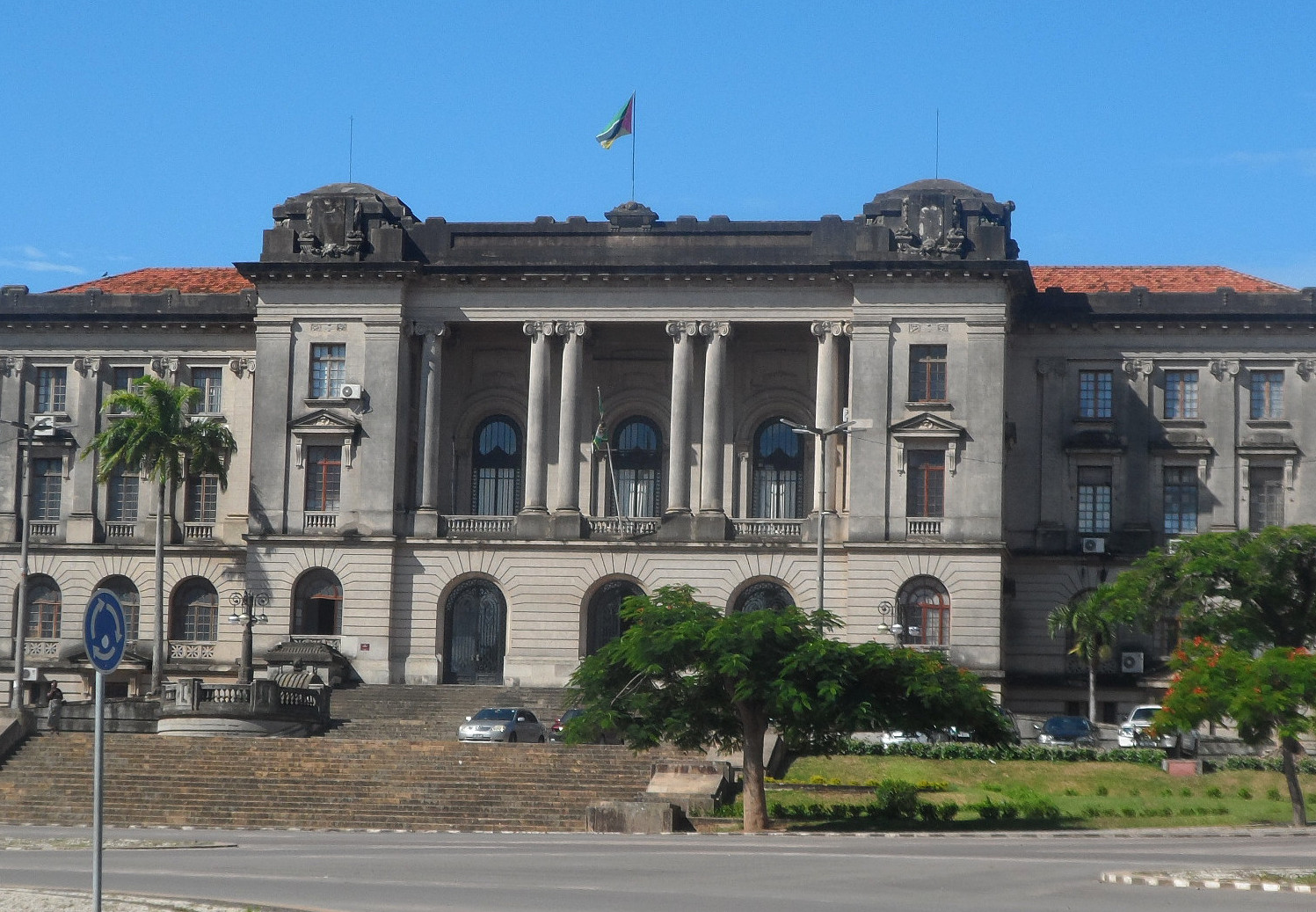
Prefeitura de Maputo; 1947, Mozambique.
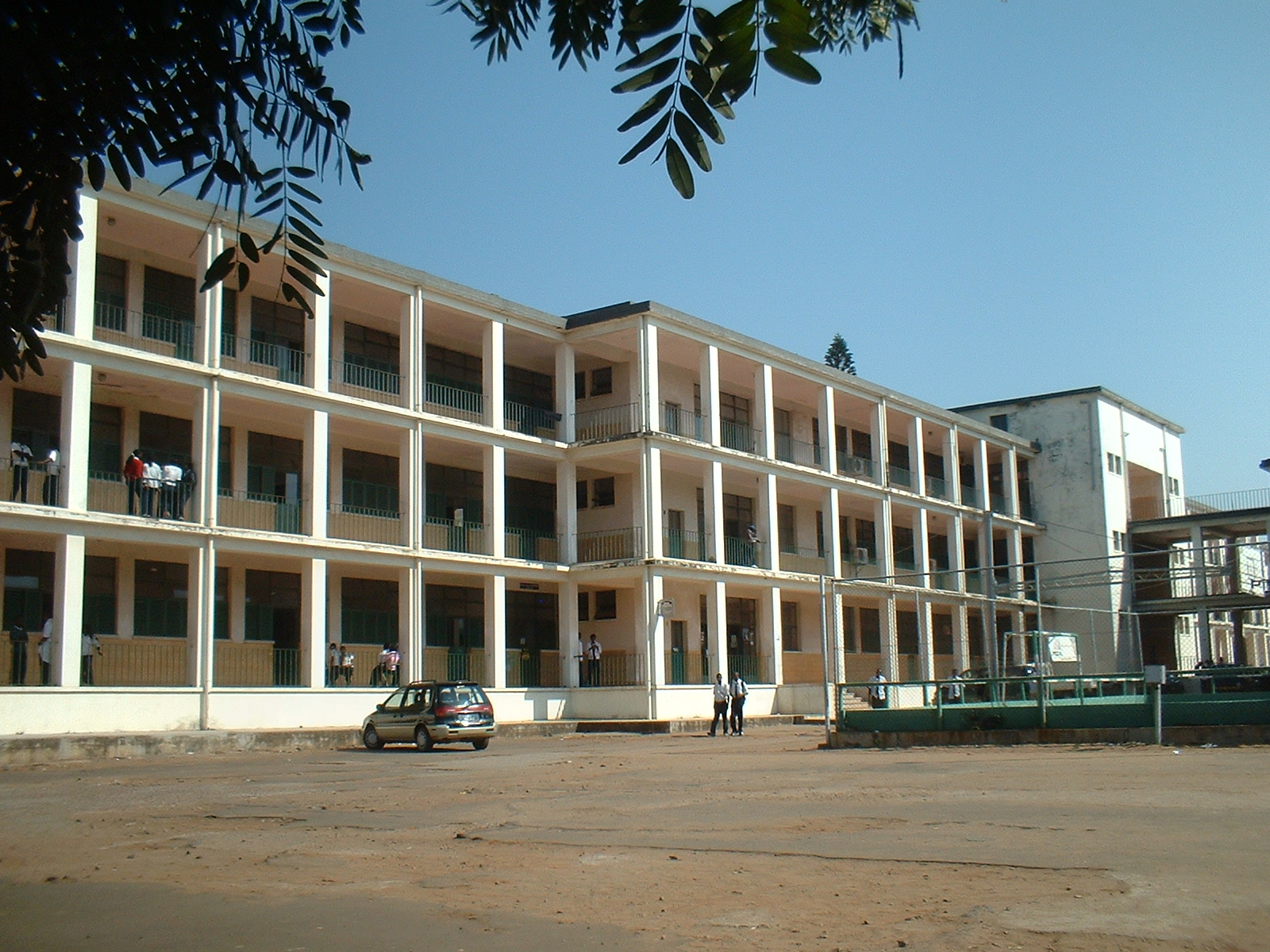
Escola Secundária em Maputo; 1952, Moçambique
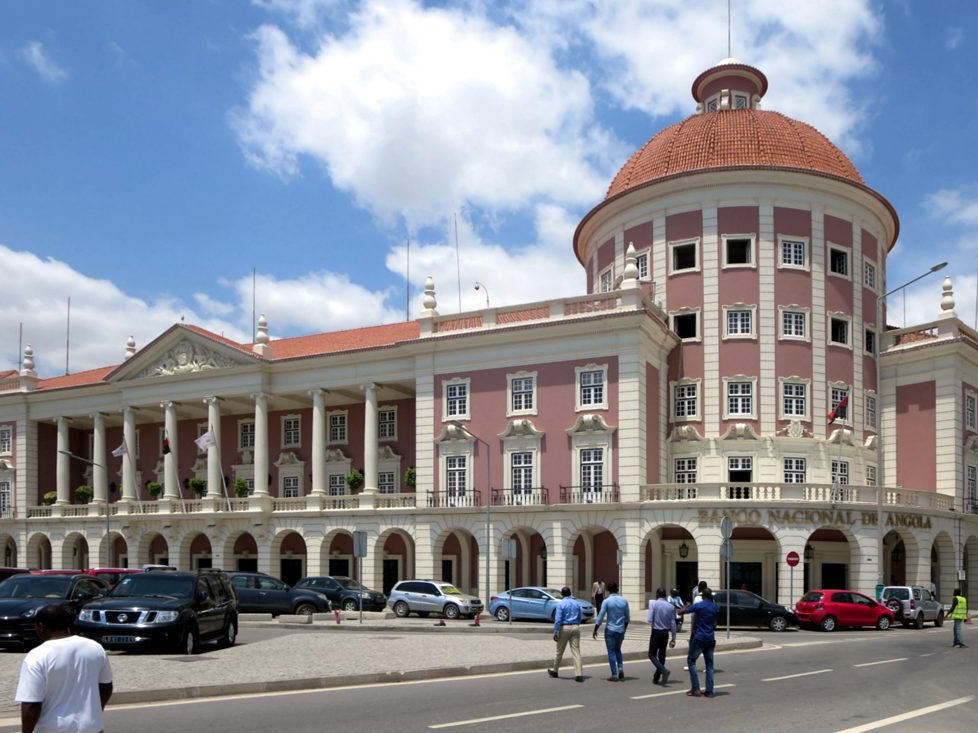
Banco Nacional de Angola; 1956, Angola
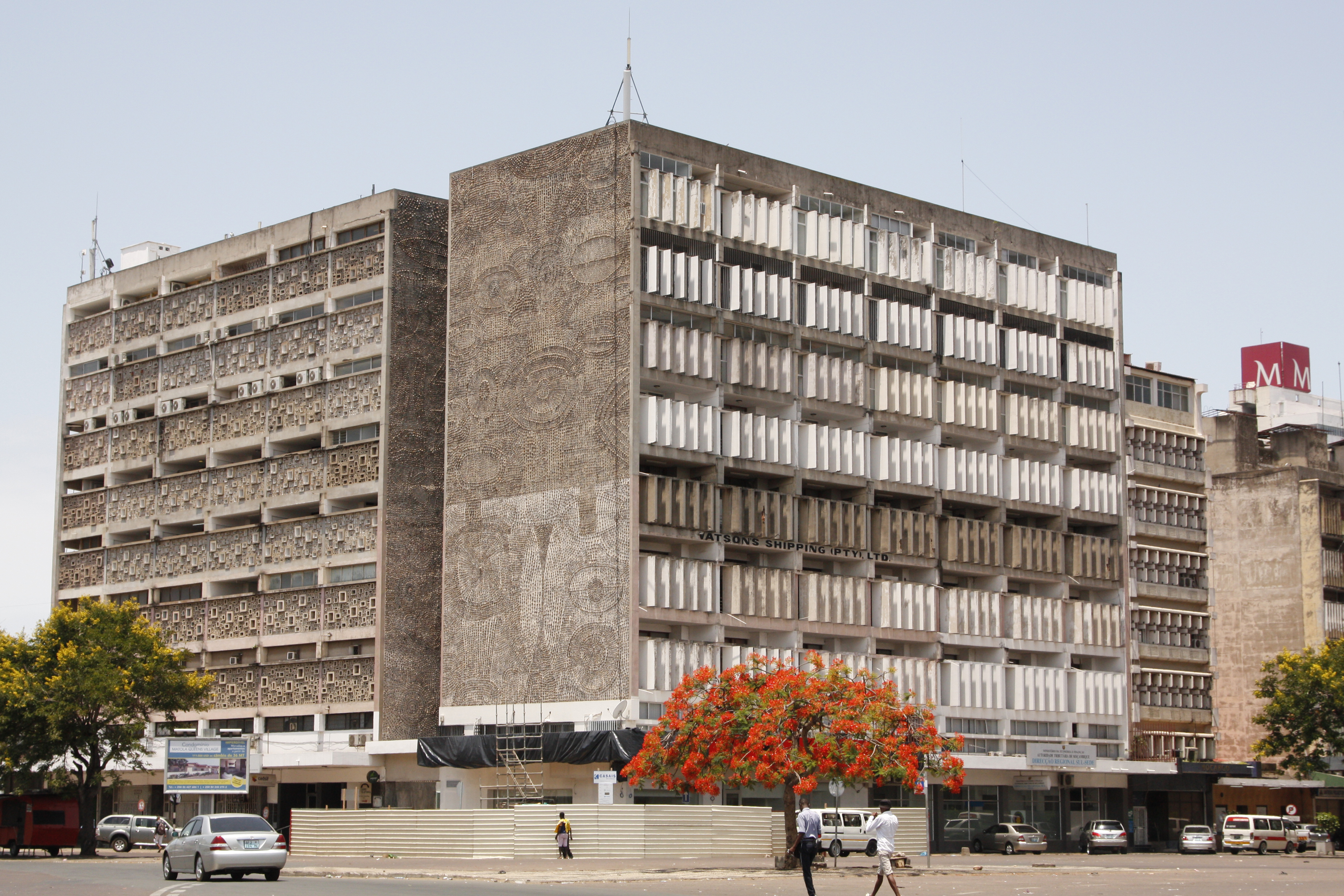
Edifício Abreu Santos e Rocha; 1956, Moçambique.
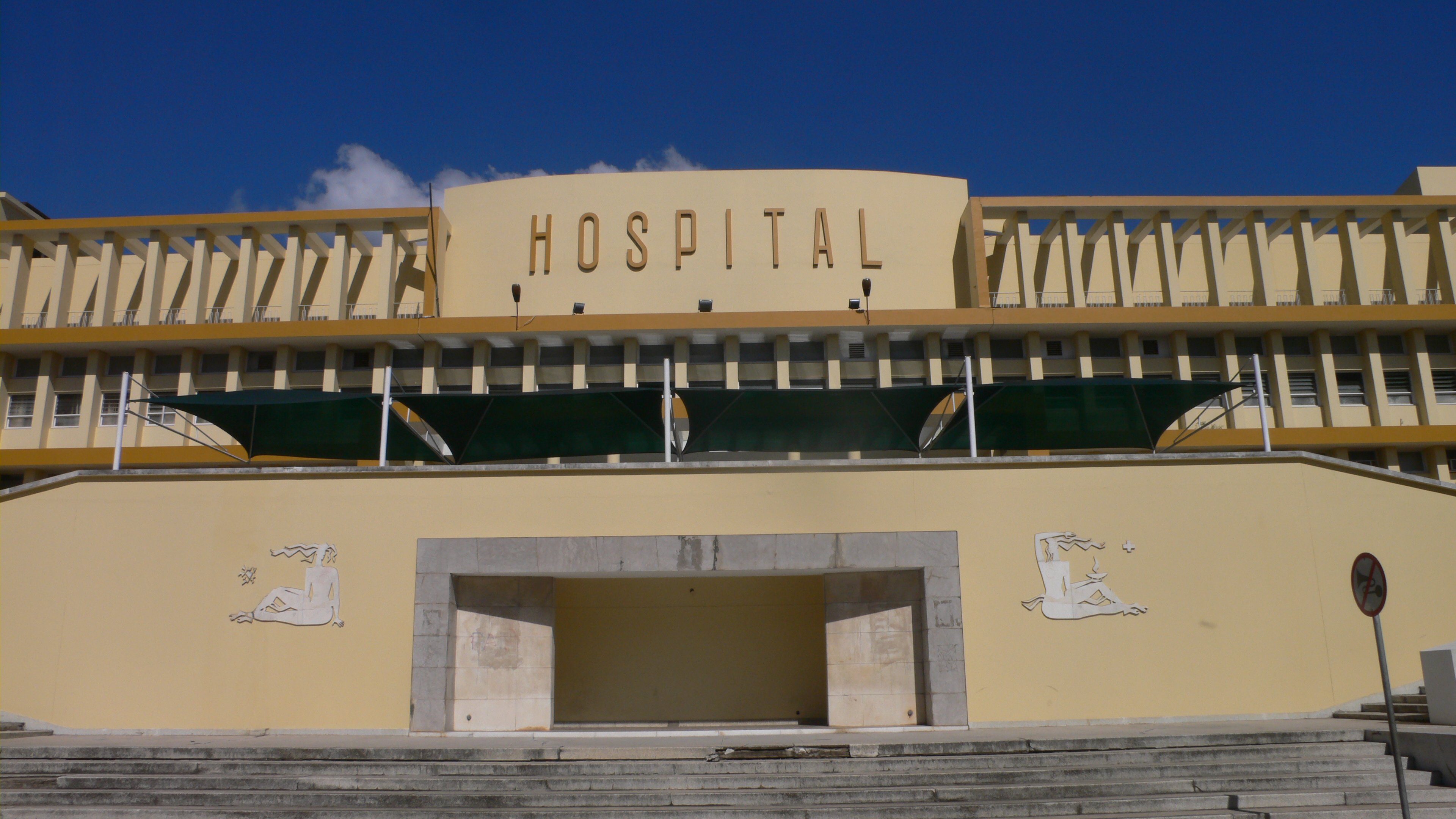
Hospital Central de Maputo; 1958, Moçambique
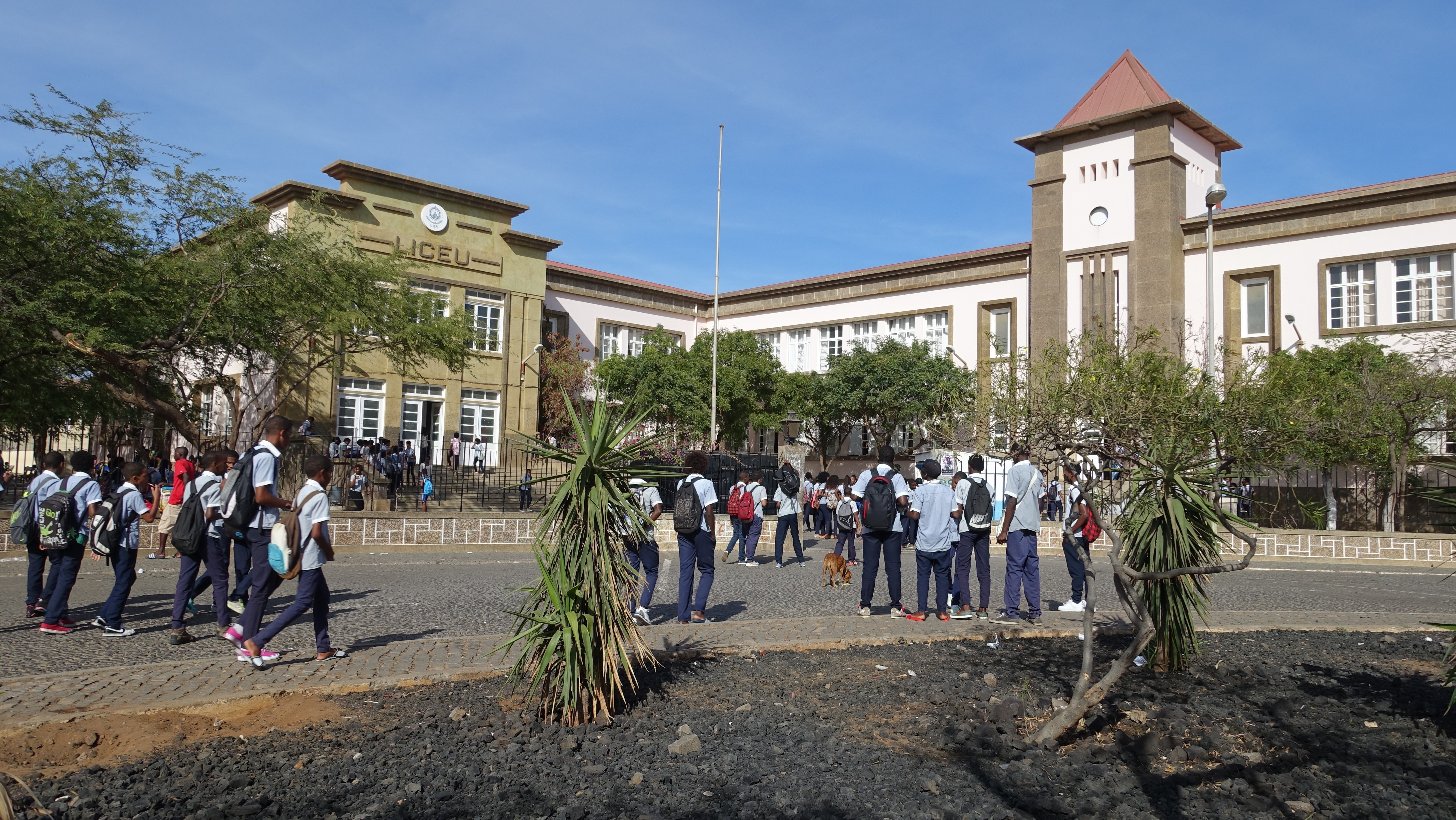
Escola Secundária Praia 1960, Cabe Verde
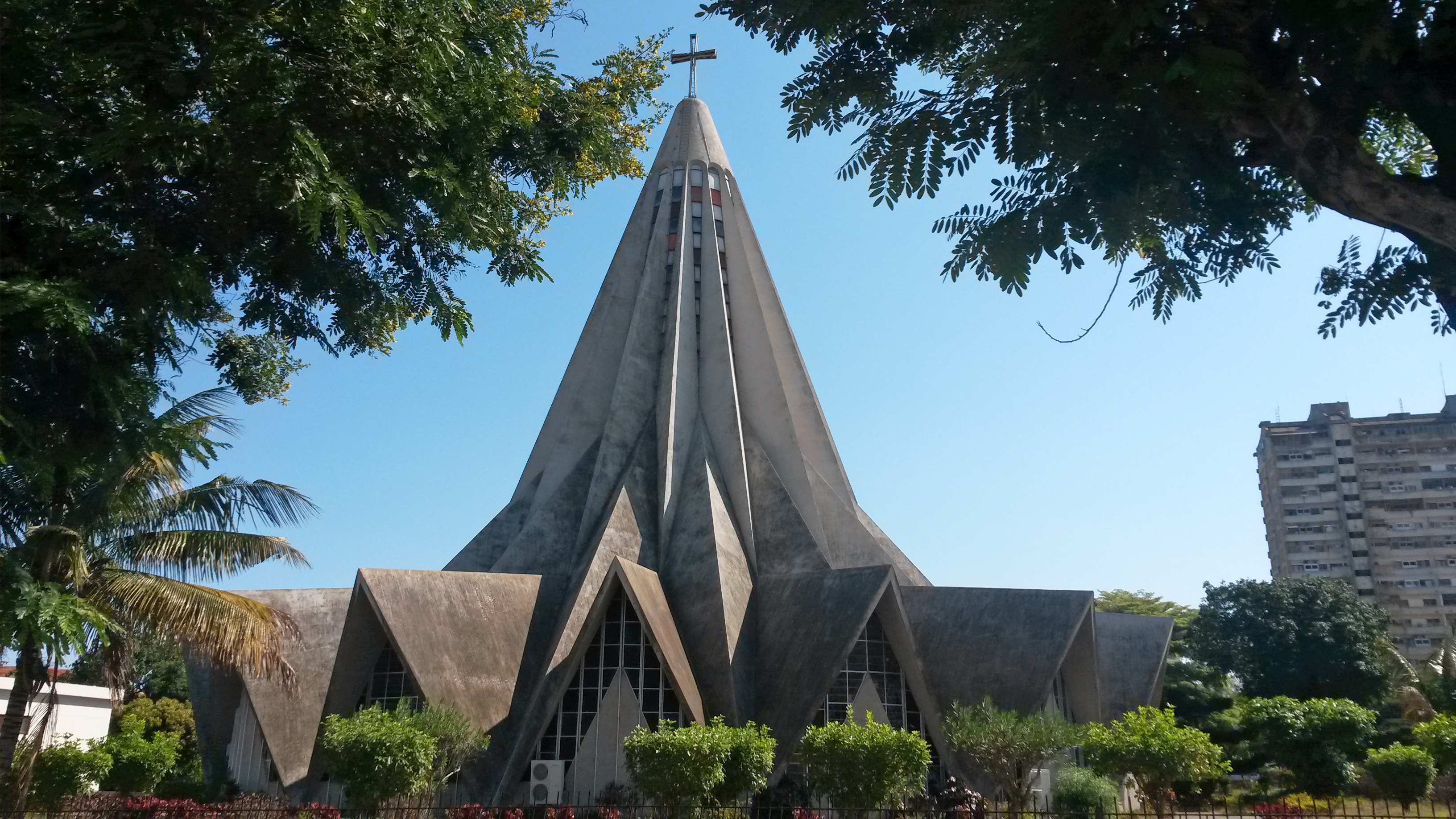
Igreja Polana; 1962, Moçambique.
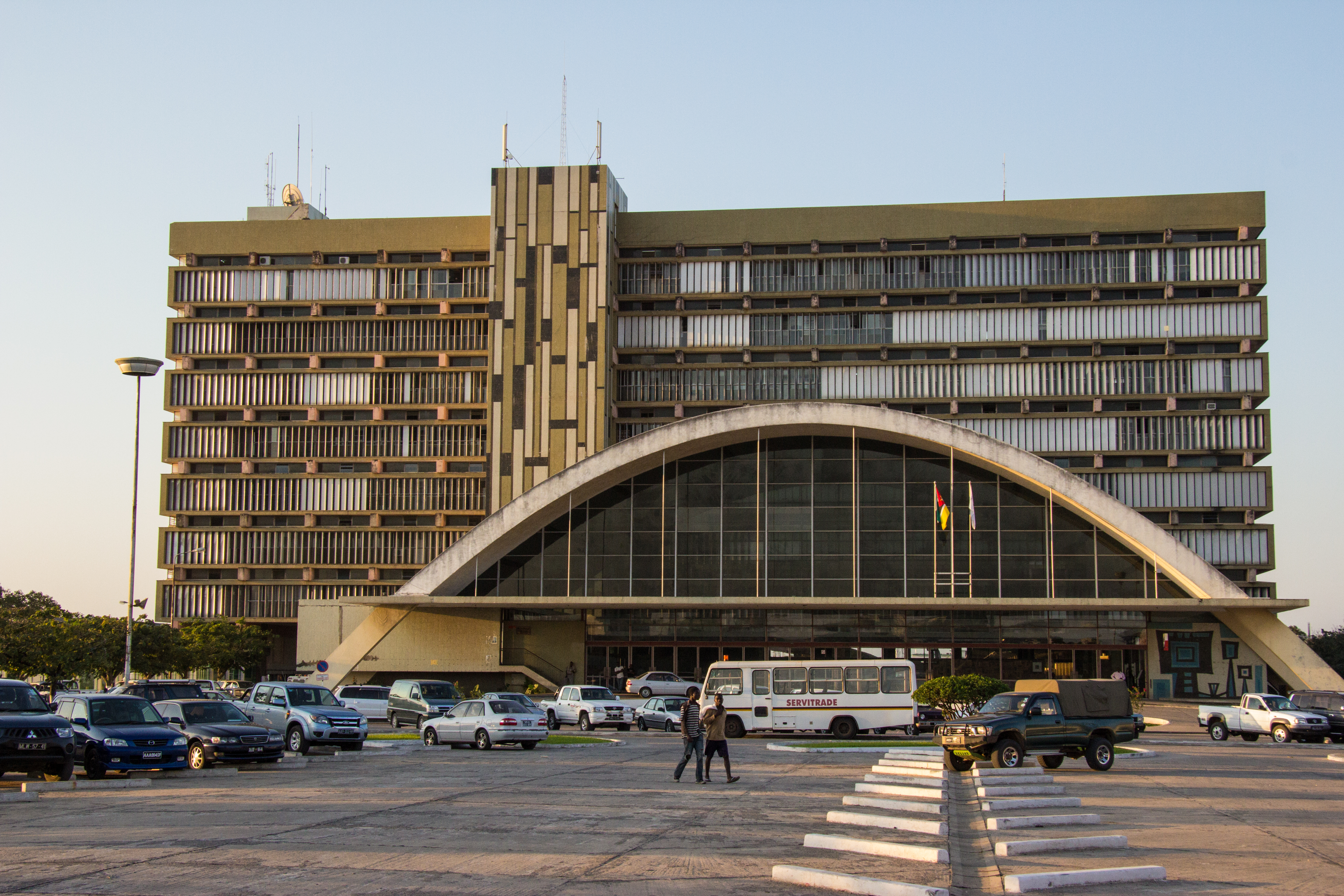
Estação Ferroviária Beira; 1966, Moçambique.